# Seekrieg im Ersten Weltkrieg

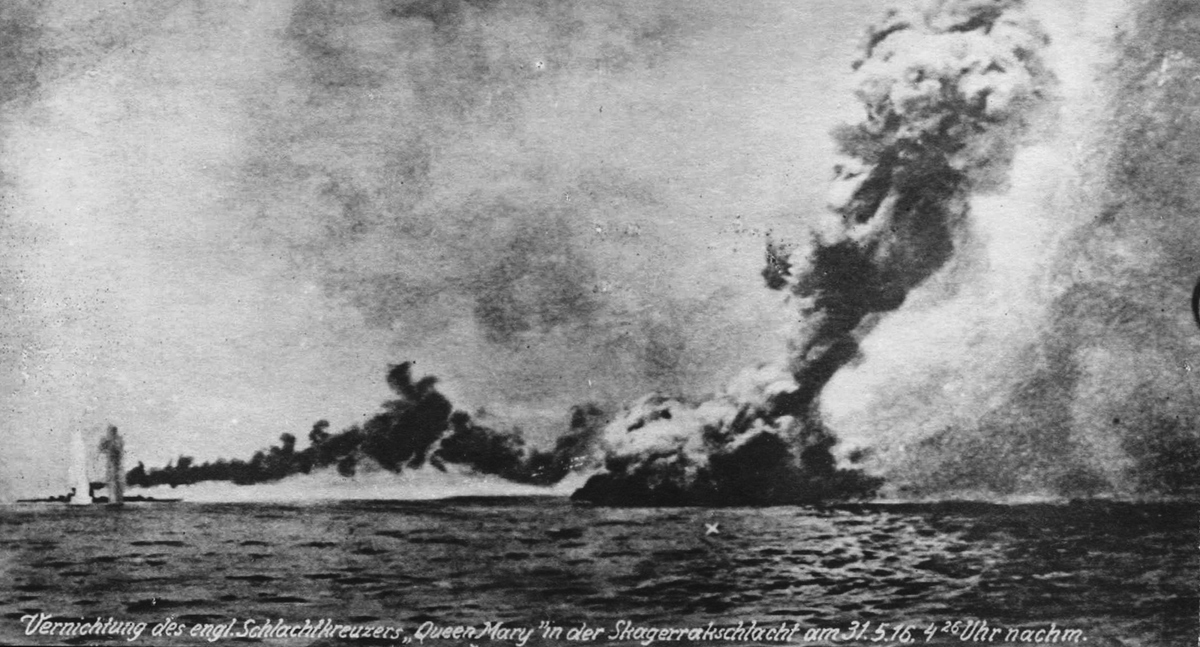
Die Skagerrakschlacht kann als „größte Seeschlacht der Weltgeschichte“ interpretiert werden, sie änderte jedoch an der strategischen Gesamtlage nichts. Im Bild explodiert die Queen Mary, lediglich neun von 1275 Mann Besatzung überlebten.

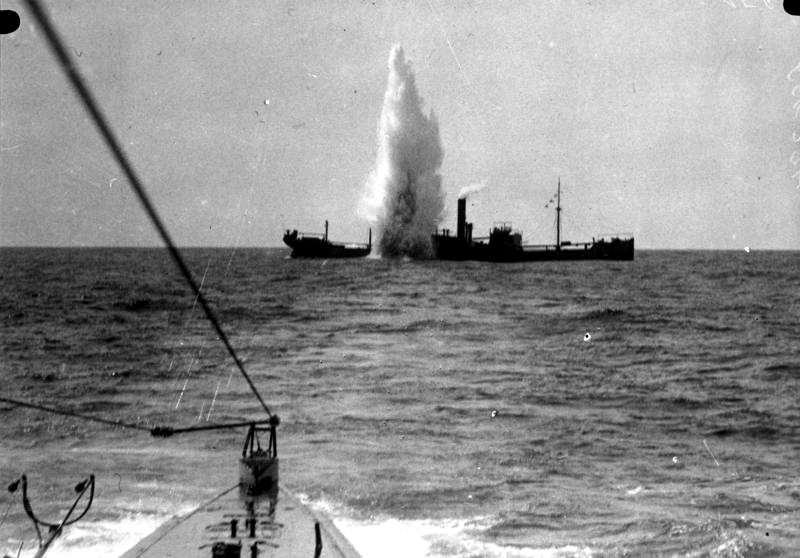
Der U-Boot-Krieg entwickelte sich zur bedeutendsten Facette des Seekrieges im Ersten Weltkrieg: Versenkung eines britischen Frachtschiffs im Mittelmeer durch das U-Boot U 35 im April 1917. U 35 versenkte nicht weniger als 226 Schiffe und ist damit das vermutlich „erfolgreichste“ Kriegsschiff der Weltgeschichte.

Der Seekrieg im Ersten Weltkrieg wurde auf allen Weltmeeren ausgefochten, hatte seinen Schwerpunkt jedoch in der Nordsee.
Viele Militärs und Entscheider maßen vor 1914 dem Krieg zur See eine große oder sogar entscheidende Rolle bei. Tatsächlich kam es im Ersten Weltkrieg nicht zur allseits erwarteten Entscheidungsschlacht, wenngleich die Skagerrakschlacht als „größte Seeschlacht der Weltgeschichte“ rezipiert wurde. Der Seekrieg war wohl nicht entscheidend für den Ausgang des Ersten Weltkrieges, aber seine indirekten Wirkungen waren bedeutend.
Die Blockade der Nordsee durch die Royal Navy trug zur Erschöpfung der Mittelmächte bei, die Blockaden der Ostsee und der Dardanellen hatten wesentlichen Anteil an der Niederlage der russischen Armee. Aktionen der deutschen Mittelmeerdivision waren Anlass zum Kriegseintritt des Osmanischen Reiches auf der Seite der Mittelmächte. Der Kreuzerkrieg – das Mittel zahlenmäßig unterlegener Seestreitkräfte – hatte aufgrund der mangelnden Vorbereitung seitens der deutschen Admiralität und der fehlenden Stützpunkte nur unwesentlichen Anteil am Kriegsgeschehen. Amphibische Aktionen endeten wie die Schlacht von Gallipoli zum Teil desaströs, teilweise waren sie wie das Unternehmen Albion erfolgreich und Muster für Aktionen späterer Kriege. Unerwartet zeigte sich der U-Boot-Krieg als bedeutendste Facette des Seekrieges. Da das U-Boot als Waffe von allen Seiten unterschätzt wurde, war man auch auf den U-Boot-Krieg allgemein wenig vorbereitet. Deutsche U-Boote brachten dennoch die Entente vor allem in der ersten Jahreshälfte 1917 in ernsthafte Schwierigkeiten. Der U-Boot-Krieg führte aber indirekt zum Kriegseintritt der Vereinigten Staaten und damit letztendlich zur Niederlage der Mittelmächte.
Der Einsatzbefehl zur Entscheidungsschlacht auf See wurde erst gegeben, als die Oberste Heeresleitung den Krieg verlorengegeben hatte, und führte zum Kieler Matrosenaufstand, der wiederum Auslöser der Novemberrevolution war.

## Strategische Konstellation

### Vorgeschichte
Die strategischen Überlegungen sowohl der britischen Royal Navy wie auch der Kaiserlichen Marine – als Hauptgegner zur See – waren stark beeinflusst von dem Werk The Influence of Sea Power upon History des Amerikaners Alfred Thayer Mahan aus dem Jahre 1890. Seestreitkräfte in Form einer Schlachtflotte werden hier als unverzichtbares Instrument einer Großmacht angesehen, für den Kriegsfall galt die Schlachtentscheidung als Königsweg zur Erlangung der Seeherrschaft.
Auf deutscher Seite entstand 1894 im Oberkommando der Marine unter maßgeblicher Beteiligung von Alfred von Tirpitz eine Konzeption, der zufolge die strategische Offensive „natürliche Bestimmung einer Flotte“ sei, dabei müsse es „möglichst bald zur Schlacht kommen“. Es gab zwar durchaus (realistische) Gegenvorschläge, die auf eine ausgewogene Defensivflotte mit einer starken Kreuzerkomponente abstellten, sie hatten angesichts der kognitiven Verbindung der Schlachtflotte mit dem nationalen Prestige und der angestrebten Weltmachtstellung jedoch keine Chance. Es stellte sich bei der Option des Kreuzerkrieges zudem das Problem der mangelnden Stützpunkte auf den Weltmeeren. Die Kaiserliche Marine ging von der Vorstellung aus, dass die Royal Navy nach alter Tradition in einem Krieg gegen Deutschland offensiv vorgehen und eine Blockade in der Deutschen Bucht direkt vor der deutschen Nordseeküste errichten würde. Der Reichstag folgte den dementsprechenden Forderungen von Tirpitz mit den Flottengesetzen von 1898 und 1900 sowie deren Novellierungen in den Jahren 1906, 1908 und 1912, die letztlich das Deutsch-Britische Flottenwettrüsten auslösten.
1899 übernahm Wilhelm II. das oberste Kommando der Kaiserlichen Marine; daraufhin wurde das bisher bestehende Oberkommando der Marine aufgelöst, es blieb von diesem nur der direkt Wilhelm II. unterstellte Admiralstab übrig, dessen Einfluss nicht zuletzt auf Betreiben von Tirpitz eher begrenzt blieb. Neben dem Admiralstab bestanden drei weitere Kommandobehörden der Kaiserlichen Marine: das Reichsmarineamt unter Tirpitz als Betreiber des Schlachtflottenbaus, das Marinekabinett und das Amt des Generalinspekteurs der Marine. Die Zersplitterung der Marineführung ohne Oberbefehlshaber vergleichbar dem Ersten Seelord in England war ein gewichtiger Nachteil gegenüber dem kommenden Kriegsgegner. Erst viel zu spät, im August 1918, sollte mit der Seekriegsleitung eine einheitliche Führung geschaffen werden.

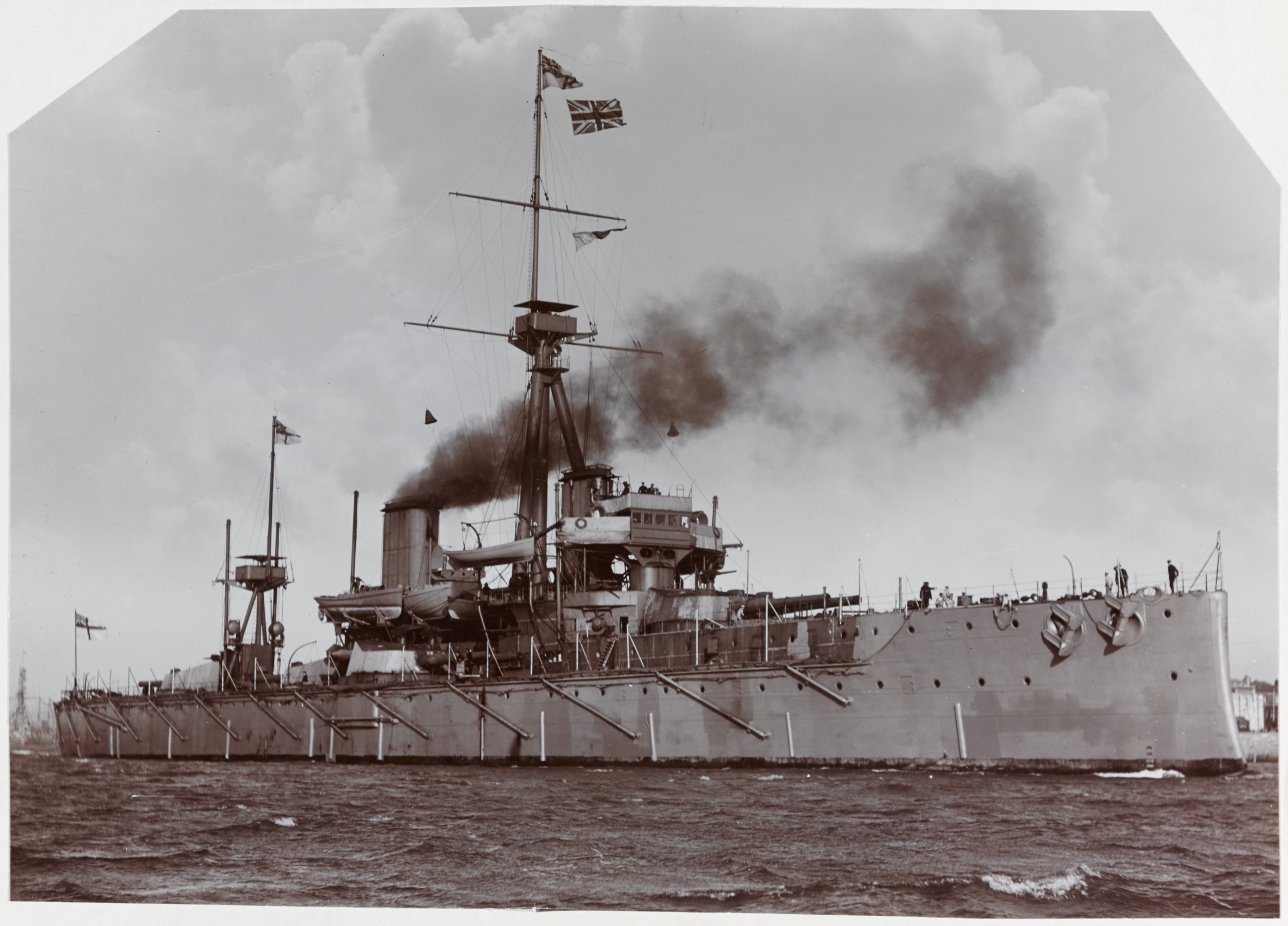
Die Dreadnought war das erste Schiff des nach ihr benannten neuartigen Dreadnought-Typs und gilt als der Prototyp aller Schlachtschiffe des 20. Jahrhunderts

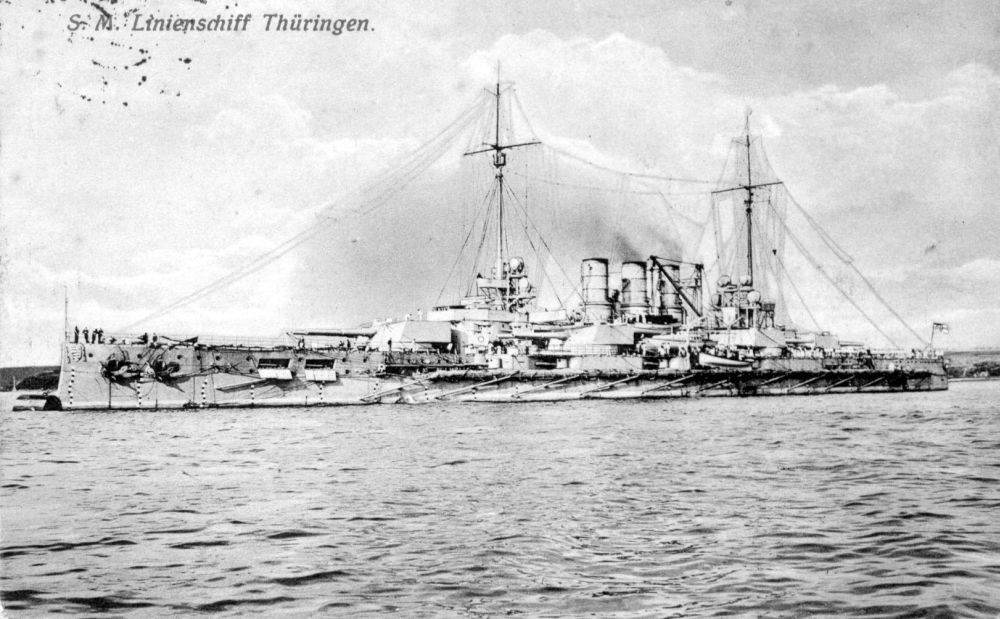
Die deutsche „Antwort“ auf die britischen Dreadnought-Schlachtschiffe waren u. a. die „Großlinienschiffe“ der Helgoland-Klasse und der turbinengetriebenen Kaiser-Klasse. Die abgebildete Thüringen nahm an der Skagerrakschlacht teil und versenkte dabei den Panzerkreuzer Black Prince.

Die Hochseeflotte war auch als eine Art Bündnisersatz gedacht, der die zunehmende Isolation Deutschlands abschwächen sollte. Eine Flotte, die sich innerhalb weniger Jahre von der sechst- zur zweitstärksten der Welt (nach Großbritannien) entwickelte, empfand das Ausland jedoch nicht defensiv, sondern als Bedrohung. Der Erste Lord der Admiralität Selborne äußerte im Jahre 1902 im britischen Kabinett: „Ich bin davon überzeugt, dass die große neue deutsche Flotte bewusst mit Blick auf einen Krieg mit uns aufgebaut wird.“
In Großbritannien sorgte man sich zudem um die Flottensuprematie, umso mehr als Großbritannien 1889 den Zwei-Mächte-Standard (Two-Power-Standard) aufgestellt hatte, dem zufolge die britische Marine den beiden nächststärkeren gewachsen sein müsse; entsprechend war auch das seinerzeitige britische Flottengesetz (Naval Defence Act 1889).
Seit der Ersten Marokkokrise (1905–1906) war die britische Admiralität zur Überzeugung gekommen, dass Deutschland die einzige wirkliche Gefahr sei. In der Folgezeit wurden die Überseegeschwader unter Leitung des Ersten Seelords Admiral John Fisher gegen den Widerstand des Foreign Office und des Kolonialministeriums reduziert und die Präsenz in der Nordsee zunehmend gestärkt, was in der britischen Öffentlichkeit als „Rückruf der Legionen“ und als Ende der Pax Britannica interpretiert wurde.
Fisher forcierte die Modernisierung der Flotte: 150 alte Schiffe wurde verschrottet, mit der Dreadnought und der Invincible (letztere versenkt in der Skagerrakschlacht) wurden die neuen Schiffstypen des Dreadnought bzw. Schlachtschiffes und des Schlachtkreuzers geschaffen, die alle bisherigen Linienschiffe in den Schatten stellten. Dadurch wurde allerdings für die Rüstung ein neuer Start gegeben, da die Bestände an älteren Linienschiffen stark entwertet wurden: Deutschland konnte somit den Abstand zu Großbritannien verringern.
Der Dreadnought-Typ war auch eine Konsequenz der Auswertung der Seeschlacht bei Tsushima, wobei vor allem der Tatsache Rechnung getragen wurde, dass das Gefecht auf eine Entfernung von über 8 km eröffnet wurde, so dass die Hauptartillerie entscheidend war, nicht die Mittelartillerie – dementsprechend wurde auf letztere zugunsten schwerster Geschütze verzichtet. Die Kaiserliche Marine zog vermutlich aufgrund der entsprechenden Gefechtsanalyse zudem die führungstechnisch anspruchsvolle Gefechtskehrtwende in ihr Übungsprogramm ein, was sie vor der ansonsten wahrscheinlichen Vernichtung in der Skagerrakschlacht rettete, als sie – ebenso wie die russische Flotte in der Seeschlacht von Tsushima – mehrmals in die fatale Crossing the T-Position geriet.
Angesichts der deutschen Aufrüstung zu See wurde im Jahre 1909 der Zweimächtestandard aufgegeben, da es finanziell unmöglich war, gegen Deutschland und die Vereinigten Staaten zu bauen. Tirpitz’ Überlegung, dass England es nicht wagen würde, um einer Konzentration in der Nordsee willen überseeische Interessen zu gefährden, erwies sich als Irrtum. Insbesondere der Naval Scare von 1909 löste das verhängnisvolle Flottenwettrüsten aus.
In England sahen sowohl die britische Öffentlichkeit wie auch die Politiker das Kräftegleichgewicht in Europa und die englische Seemachtstellung unlösbar miteinander verbunden. Edward Grey äußerte sich dazu 1912 vor dem Committee of Imperial Defence (nationaler Verteidigungsrat):

„Wenn […] ein europäischer Konflikt ausbricht, in dem der Kampf ganz offensichtlich um die Vorherrschaft in Europa geht, ja, dass wir wieder in der gleichen Situation stehen wie in den Tagen Napoleons, dann ist es unsere Sache, uns an diesem Krieg zu beteiligen, damit wir verhindern, dass in Europa ein Zusammenschluss entsteht, der den Verlust unserer Seeherrschaft nach sich ziehen müsste.“

Schon am 3. Januar 1906 markierte die Warnung an Deutschland, dass Großbritannien bei einem französisch-deutschen Krieg nicht abseitsstehen könne, das Ende der Splendid isolation. In der Kriegsplanung wurde schon 1908 und abschließend am 23. August 1911, während der Zweiten Marokkokrise, im Committee of Imperial Defence entschieden, dass sich die Royal Navy auf die Freihaltung der Seewege beschränken sollte, amphibische Operationen an der deutschen Küste wurden ausgeschlossen.

Als der deutsche Admiralstab 1912 durch die Auswertung der britischen Flottenmanöver diese operative Neuorientierung der Royal Navy erkannte, kam Admiralstabschef August von Heeringen zu der realistischen Prognose: 

„Wenn der Engländer sich wirklich auf die weite Blockade mit konsequenter Zurückhaltung seiner Schlachtflotte verlegt, kann die Rolle unserer schönen Hochseeflotte im Kriege eine sehr traurige werden. Dann werden es die U-Boote schaffen müssen.“

 Konsequenzen wurden aus dieser Einsicht jedoch nicht gezogen.
Während der Zweiten Marokkokrise wurde die britische Flotte in Kriegsbereitschaft versetzt, und die Regierung gab kaum verhüllte Warnungen an die Adresse Deutschlands ab. Letztlich führte sie zur Aufnahme von Flottengesprächen zwischen Frankreich und Großbritannien, die in einer stillschweigenden Übereinkunft, später in der Flottenkonvention von 1913 formalisiert, resultierten, gemäß der die Briten im Falle eines Krieges den Schutz der französischen Kanal- und Atlantikküste übernehmen würden. Frankreich verlegte seine gesamte Schlachtflotte ins Mittelmeer und übernahm den Schutz des Sueskanals, was den Briten den Abzug von Teilen der Mittelmeerflotte zur Home Fleet erlaubte.

### Distanzblockade

Aufgrund seiner geostrategisch vorteilhaften Lage konnte Großbritannien mit seiner überlegenen Flotte die Nordsee im Ärmelkanal und nördlich auf der Höhe von Scapa Flow blockieren. Die Hauptstützpunkte der Royal Navy sind rot markiert, jene der Hochseeflotte grün.

Aufgrund der geographischen Lage konnte sich die britische Admiralität auf eine weite Seeblockade („Distanzblockade“) festlegen und damit die risikoreiche enge Seeblockade früherer Kriege vermeiden. Kurz vor Beginn des Krieges verlegte die britische Admiralität 21 Dreadnoughts, acht Vor-Dreadnoughts und vier Schlachtkreuzer zur Sicherung des nördlichen Ausgangs der Nordsee nach Scapa Flow und 19 Vor-Dreadnoughts nach Portland, um den südlichen Ausgang abzuriegeln. Die Hochseeflotte konnte dagegen nur 13 Dreadnoughts, 16 Vor-Dreadnoughts und fünf Schlachtkreuzer einsetzen.
Ein Ausfall der deutschen Flotte in den Atlantik über die nördliche Route hätte zu einer Seeschlacht unter äußerst ungünstigen Umständen geführt, bei einem Vorstoß durch den Ärmelkanal konnte die Grand Fleet der Hochseeflotte den Rückzug absperren. Die Stationierung der Flotte an den Nordsee-Ausgängen war für England die denkbar sicherste Strategie, wenn auch auf beiden Seiten die Öffentlichkeit und die Marine selbst die entscheidende große Seeschlacht erwarteten, zu der es aber nicht kam. Damit war aber auch die Idee der deutschen Admiralität, die britische Flotte – nach vorheriger Schwächung durch Einzeloperationen – in einer Entscheidungsschlacht in der Deutschen Bucht zu stellen, schon im Ansatz gescheitert.
Indem sich alle operativen Überlegungen der deutschen Marineführung auf die alles entscheidende große Schlacht konzentriert hatten, war das eigentliche Ziel jeder Seekriegsführung, die Sicherung der eigenen und die Bekämpfung der gegnerischen Seeverbindungen, weitgehend aus dem Blickfeld geraten. Angesichts der Realität des Krieges rückten im strategischen Konzept der Kaiserlichen Marine Seekriegsmittel in den Vordergrund, auf deren Einsatz sich die Führung trotz der voraussehbaren Situation weder gedanklich noch materiell angemessen vorbereitet hatte: Eine „rücksichtslose Minen- und U-Boot-Offensive“ sollte den Kräfteausgleich bringen, danach war der Einsatz der Hochseeflotte in einer Schlacht unter günstigen Umstände vorgesehen, wobei man immer noch fälschlich davon ausging, dass die Royal Navy die Konfrontation in der südlichen Nordsee suchen werde – aber auch bei der Royal Navy glaubte man, dass sich die Hochseeflotte wider jede Vernunft der Übermacht zur großen Schlacht stellen werde.
Es gab zudem in den ersten Jahren des Krieges kaum eine Abstimmung mit der Obersten Heeresleitung. Die Hochseeflotte unternahm beispielsweise nichts, um das Heer mit strategischem Druck auf die alliierten Nachschublinien im Ärmelkanal zu unterstützen. Zudem gab es aber auch keine entsprechenden Anforderungen seitens der Heeresleitung, auf Anfragen der Marineleitung wurde seitens der Heeresleitung ein Bedarf an Unterstützung verneint.
Mit einer strategischen Fehlentscheidung engte sich die deutsche Hochseeflotte weiter selbst ein: Um den Einbruch britischer Seestreitkräfte in die Ostsee zu verhindern, wurde bei Kriegsbeginn Dänemark ersucht, die Belte zu sperren, wobei die Reichsleitung die Zusicherung gab, dass die deutschen Seestreitkräfte die gesperrten Seegebiete meiden würden. Mit diesem Verzicht hatte die Hochseeflotte ihre seestrategischen Möglichkeiten stark eingeschränkt (Vorstoß im nördlichen Bereich der Nordsee), ein Vordringen der Royal Navy wäre angesichts der durch den Kaiser-Wilhelm-Kanal gegebenen strategischen Möglichkeiten vermutlich sogar ein Vorteil gewesen.

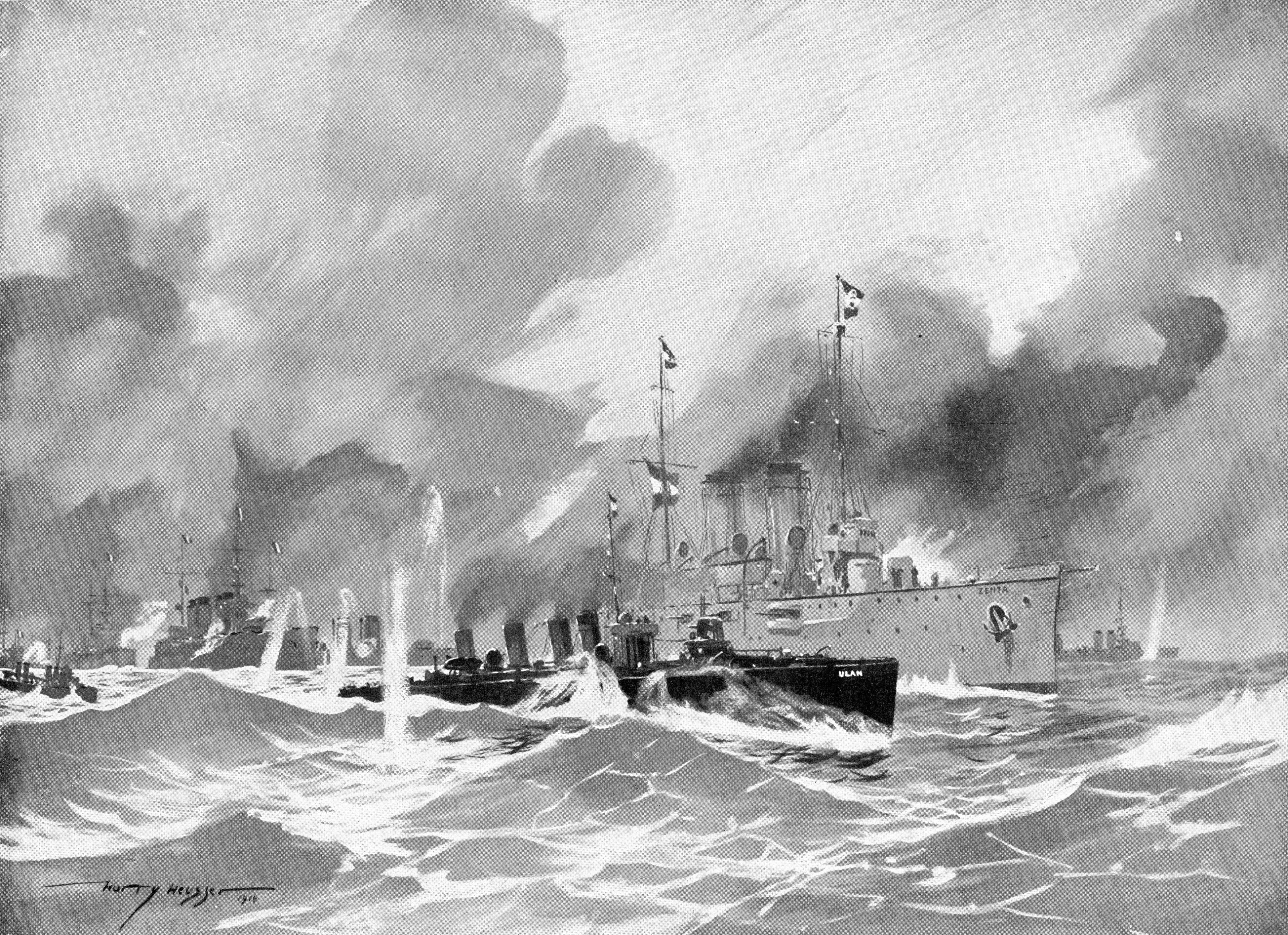
Ulan und Zenta im Gefecht vor Castellastua (Adria) am 16. August 1914, die Zenta wird von französischen Schiffen versenkt

Die seestrategische Lage der österreichisch-ungarischen Kriegsmarine war noch unglücklicher als jene der deutschen Hochseeflotte. Der Hauptkriegshafen Pula lag im nördlichsten Winkel der langgestreckten Adria. Einen strategischen Erfolg hätte die Flotte erst auf der Linie Malta–Kap Matapan erzielen können, so weit kamen die österreichischen Überwasserstreitkräfte jedoch nie. Die Alliierten blockierten die Straße von Otranto (Otranto-Sperre), die Italiener hatten schon vor ihrem Kriegseintritt, im Dezember 1914, das Otranto gegenüberliegende Vlora eingenommen. Zu folgenreichen oder entscheidenden Operationen kam es in der Adria ebenso wenig wie in der Nordsee, da die Alliierten auch hier keine Notwendigkeit sahen, eine Entscheidungsschlacht herbeizuführen. 1914 stießen die Franzosen mehrfach in die Adria vor, in erster Linie, um dem verbündeten Montenegro über See Hilfe zu bringen, im Dezember 1914 wurde dabei das französische Schlachtschiff Jean Bart vom österreichischen U-Boot U 12 torpediert; seitdem stellten die Franzosen ihre Vorstöße ein. Nach dem Kriegseintritt Italiens erfolgte zwar ein Großangriff auf die italienische Küste, dem jedoch keine weiteren größeren Angriffe und vor allem keine mit strategischen Auswirkungen folgten. Durch die Blockade der Straße von Otranto wurde die Österreichische Marine auf Aktionen innerhalb der Adria beschränkt und konnte auf den Kriegsverlauf praktisch keinen Einfluss nehmen.
Die Blockade der Ostsee und der Dardanellen hatte wesentlichen Anteil an der Erschöpfung Russlands im Laufe des Krieges: Durch die Ostsee gingen vor dem Krieg 70 Prozent der Importe in das Zarenreich, die restlichen 30 Prozent liefen ganz überwiegend über das Schwarze Meer. Diese Wege für den Import sowie für alliierte Hilfslieferungen waren im Krieg versperrt.

### Strategisches Patt der Schlachtflotten
Auf allen Kriegsschauplätzen gab es eine eindeutige Überlegenheit einer Seite: England gegenüber Deutschland in der Nordsee, Deutschland gegenüber Russland in der Ostsee (faktisch), Frankreich und Italien gegenüber Österreich-Ungarn im Mittelmeer (außer Adria) und Russland (seit Ende 1915) gegenüber der Türkei im Schwarzen Meer, wobei der Türkei dennoch eine fortgesetzte Blockade der Schwarzmeerengen gelang. Die Meere waren ganz überwiegend Bewegungsraum für die Kriegsflotten, Handelsschiffe und Truppentransporter der Entente, nicht jedoch für jene der Mittelmächte.
Die Royal Navy stellte sich in erster Linie die Aufgabe, den deutschen Seeverkehr nach Übersee abzusperren, die britischen Inseln gegen eine feindliche Invasion oder umfangreichen Beschießungen zu schützen und vor allem die eigenen Seeverbindungen zu sichern. Die Briten waren aufgrund ihrer Überlegenheit einer großen Seeschlacht nicht abgeneigt, aber man war keinesfalls gewillt, dabei die Seeherrschaft, die man auch ohne Schlacht ausübte, aufs Spiel zu setzen.

Für die deutsche Hochseeflotte stellte sich das Problem umgekehrt dar: Ihre einzige Gewinnchance war eine entscheidende Seeschlacht, aber angesichts der Kräfteverhältnisse wagte die Flottenführung dies eben nicht. Eine Vernichtung der Hochseeflotte hätte der Royal Navy ungeahnte Handlungsmöglichkeiten bis hin zu amphibischen Aktionen im Rücken der deutschen Front gegeben, die Hochseeflotte schützte die Nordflanke des Kaiserreiches. Selbst Tirpitz wollte eine Seeschlacht nur bis zu einer Höchstentfernung von 100 Seemeilen von Helgoland zugestehen. Winston Churchill, Erster Lord der Admiralität seit 1911, urteilte hierzu am 8. Oktober 1914: 

„Der Feind verfolgt meiner Ansicht nach eine weise Politik, wenn er die Schlacht ablehnt, dadurch, dass er seine Flotte im Hafen zurückhält, sichert er Deutschland die Seeherrschaft in der Ostsee mit allem, was auf ihr ruht, indem er den russischen Flügel bedroht, die deutsche Küste schützt und die Zufuhr aus Schweden und Norwegen sichert.“

Der britische Generalstab befürchtete gerade im Oktober 1914 einen Angriff der Hochseeflotte im Kanal in einem günstigen Augenblick, deren es immer wieder einige gab. Einerseits wurden diese günstigen Augenblicke nicht erkannt, da die Deutschen im Gegensatz zu den Briten über die gegnerische Flottenstärke weitgehend im Dunkeln tappten. Dagegen konnten die Briten auf ein hervorragendes Nachrichten-, Abhör- und Dechiffriersystem (z. B. im Room 40) zurückgreifen. Ein weiteres Problem war, dass seit etwa 1900 die wachsende deutsche Flotte eine wichtige Rolle bei der Selbstdarstellung des Reiches und vor allem des Kaisers spielte. Auf die Bitte von Admiral Friedrich von Ingenohl, die Flotte zur Entscheidungsschlacht freizugeben, behielt sich der Kaiser ausdrücklich den Einsatzbefehl für die Flotte vor, zudem habe die Flotte Aktionen zu vermeiden, „die zu größeren Verlusten führen können“. Nach dem glücklosen Seegefecht bei Helgoland und vor allem nach dem Gefecht auf der Doggerbank gab der Kaiser noch restriktivere Weisungen, Ingenohl musste gehen.
In der Nordsee kam es in der Folge zu einem strategischen Patt: „Jede Seite wollte sich unter von ihr selbst gewählten Bedingungen auf eine Seeschlacht einlassen, unter Bedingungen, die für den Gegner ungünstig waren und ihn deshalb veranlassten, das Gefecht nicht anzunehmen. Nur bei wenigen Gelegenheiten im Laufe des Ersten Weltkrieges wurde dieses beiderseitige Beharren auf ‚safety first‘ aufgeben – und dann gewöhnlich von den Deutschen, die durch das seestrategische Patt alles zu verlieren und nichts zu gewinnen hatten. Während sich die Engländer aus Angst vor den U-Booten immer mehr davor hüteten, mit ihren wertvollen Kriegsschiffen in die Nordsee zu gehen, taten die Deutschen aus der Sorge heraus, von überlegenen Überwasserstreitkräften geschlagen zu werden, das gleiche“.
Da in Großbritannien bei Kriegsbeginn mehr Kriegsschiffe im Bau waren als in Deutschland, wuchs die Überlegenheit mit zunehmender Kriegsdauer. Die englischen Großkampfschiffe hatten ein durchschnittlich größeres Geschützkaliber, eine zumeist höhere Geschwindigkeit und einen größeren Aktionsradius. Im Verlauf des Krieges stellte sich zwar heraus, dass die deutschen Schiffe eine höhere Standfestigkeit und höhere Sinksicherheit besaßen, zudem war die Wirkung der deutschen Panzersprenggranaten größer, dies konnte die Nachteile im allgemeinen Kräfteverhältnis jedoch nicht ausgleichen.

Eher unabsichtlich kam es zum einzigen massiven Aufeinandertreffen der beiden Flotten in der Skagerrakschlacht, die aufgrund der höheren Verluste der zahlenmäßig überlegenen britischen Flotte als deutscher Sieg interpretiert wurde, aber an der strategischen Lage nichts änderte. So hieß es im Abschlussbericht von Admiral Reinhard Scheer an den Kaiser zur Skagerrakschlacht: 

„Es kann kein Zweifel bestehen, dass selbst der glücklichste Ausgang einer Hochseeschlacht England in diesem Kriege nicht zum Frieden zwingen wird: Die Nachteile unserer militärgeographischen Lage gegenüber der des Inselreiches und die große materielle Überlegenheit des Feindes werden durch die Flotte nicht in dem Maße ausgeglichen werden können, dass wir der gegen uns gerichteten Blockade oder des Inselreiches selber Herr werden.“

Im Anschluss eines Beinahe-Zusammenstoßes der englischen und deutschen Flotte am 19. August 1916 beschloss der britische Admiral John Jellicoe, die Grand Fleet nur noch mit ausreichendem Zerstörerschutz in die Nordsee fahren zu lassen.
Der deutsche Admiral Scheer formulierte nach diesem Zusammenstoß, dass die Hochseeflotte sich nicht ohne genügende Anzahl von U-Booten herauswagen könne. Die U-Boote sollten hierbei aufklären und die überlegene gegnerische Schlachtflotte schwächen.
Diese U-Boote wurden Scheer nach dem Beinahe-Zusammenstoß wieder entzogen, um mit ihnen den Handelsverkehr der Briten zu stören. So kam der Seekrieg in der Nordsee im Herbst 1916 für die Schlachtflotten praktisch zum Erliegen.
Für die Royal Navy bedeutete dies einen nicht unbedeutenden Rückgang ihres Ansehens: Verglichen mit dem Kampf der Armee schien der Beitrag der Flotte wenig ruhmreich. Auch war die Seeblockade nur ein Mosaikstein zum Sieg, da der Übersee-Import und die Kolonien für Deutschland nicht die Bedeutung hatte wie umgekehrt für England, da der deutsche Außenhandel im Wesentlichen auf Festlandeuropa konzentriert war bzw. werden konnten. Aber auch das Ansehen der Hochseeflotte litt unter der Tatenlosigkeit, dieses wurde durch die Meuterei im November 1918 noch weiter verringert. „Die Kaiserlich-deutsche Flotte hat in der Skagerrak-Schlacht, der Stunde der Bewährung, technisch und taktisch nicht versagt, aber strategisch erwies sie sich als Fehlschlag, denn sie konnte weder den Kriegseintritt Großbritanniens verhindern noch in den Kampf um das deutsche Kolonialreich wirksam eingreifen noch in der Nordsee eine Entscheidung gegen Großbritannien herbeiführen.“
In der Ostsee – dem Haupttätigkeitsbereich der Hochseeflotte in den letzten beiden Kriegsjahren – wurde sie immerhin erfolgreich im Ringen um Küstenabschnitte und Inseln eingesetzt. Aufgrund der durch den Kaiser-Wilhelm-Kanal gegebenen Einsatzmöglichkeiten der Hochseeflotte in der Ostsee war die russische Marine trotz zahlenmäßiger Überlegenheit (zum eigentlichen deutschen Ostsee-Kontingent) von Anfang an in der Defensive. Über die Ostsee konnten so ungestört die wichtigen Eisenerzlieferungen aus Nordschweden nach Deutschland laufen.
Im Mittelmeer trug die Mittelmeerdivision der Kaiserlichen Marine – bestehend lediglich aus dem Großen Kreuzer (Schlachtkreuzer) Goeben und dem Kleinen Kreuzer Breslau – maßgeblich dazu bei, dass das Osmanische Reich auf Seiten der Mittelmächte in den Krieg eintrat. Die deutschen Schiffe konnten bis 1915 eine eindeutige Überlegenheit der russischen Flotte im Schwarzen Meer verhindern; erst Ende 1915 erhielt die russische Schwarzmeerflotte zwei moderne Großkampfschiffe, die bis 1917 die Überlegenheit der russischen Flotte im Schwarzen Meer garantierten.
Die britische Blockade führte zu Mangelzuständen der Mittelmächte, die Erfolge der U-Boote zehrten an der britischen Substanz, ausschlaggebend im Kriegsverlauf waren aber weder Blockade noch Handelskrieg, als Ausnahme kann eventuell der Zusammenbruch des zaristischen Russlands gelten. Die Vorkriegsrolle des Schlachtschiffes als Hauptwaffe und des U-Bootes als Hilfswaffe war ins Gegenteil verkehrt worden.

### Kreuzerkrieg

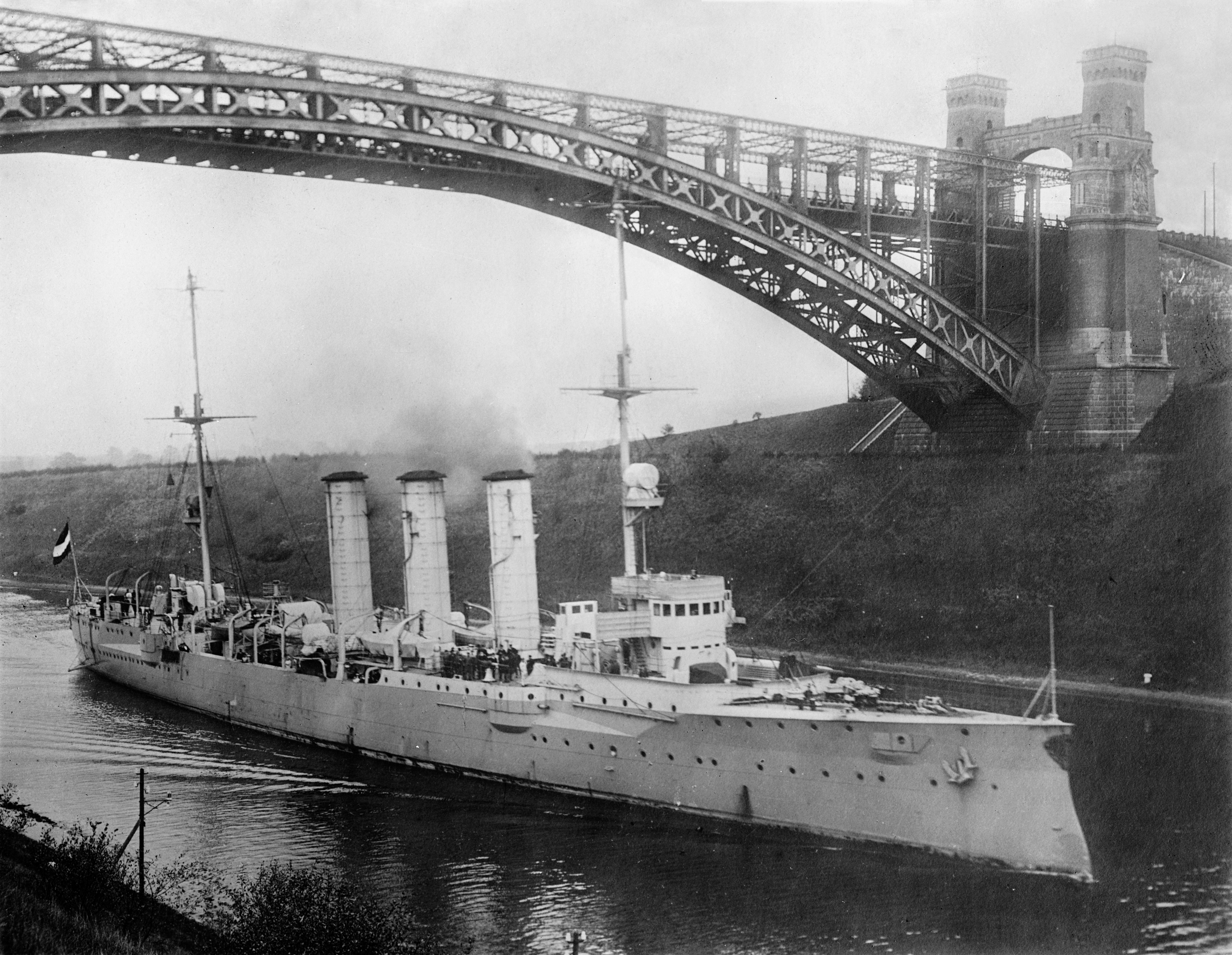
Die Dresden im Kaiser-Wilhelm-Kanal. Die Dresden entging dank der durch den Turbinenantrieb bedingten größeren Höchstgeschwindigkeit als einziges Schiff der Vernichtung des deutschen Ostasiengeschwaders im Seegefecht bei den Falklandinseln

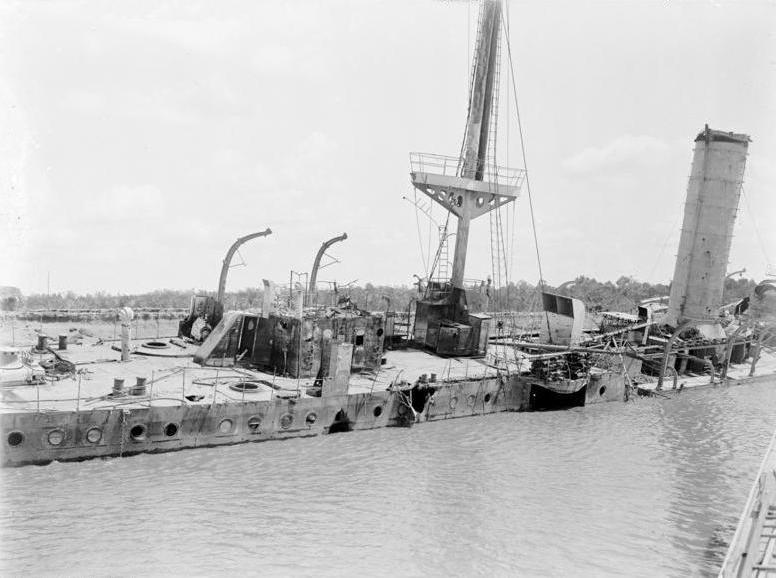
Der zerschossene Kreuzer Königsberg im Rufiji-Delta vor Deutsch-Ostafrika, Juli 1915. Zur Verfolgung des Schiffes wurden von der Royal Navy ein Linienschiff, neun Kreuzer, zwei Monitore, ein Hilfskreuzer und sechs Flugzeuge eingesetzt.

An größeren Schiffen befanden sich vor allem das Ostasiengeschwader sowie einzelne Schiffe wie die Königsberg und die Karlsruhe in Übersee. In den deutschen Kolonien lagen einige kleinere Kanonenboote und Hilfskriegsschiffe, ein bekannter Fall ist das heute noch auf dem Tanganjikasee fahrende Binnenschiff Graf Goetzen. Diese Boote konnten jedoch im Seekrieg nicht eingesetzt werden und wurden zumeist von ihren Besatzungen schon in den ersten Kriegsmonaten versenkt.
Das Ostasiengeschwader war für den Kreuzerkrieg vorgesehen, was theoretisch aufgrund der Vielzahl von potentiellen Angriffsobjekten sehr erfolgversprechend gewesen wäre. Dementsprechend energisch verfolgten die – viel stärker als Deutschland vom Import abhängigen – Briten die deutschen Kriegsschiffe in Übersee. Das Hauptproblem für einen Kreuzerkrieg waren die fehlenden Stützpunkte für Kohle, Einbringung der Prisen, Reparaturen und Verpflegungsnachschub etc. Ein Kreuzerkrieg war zudem in den deutschen Seekriegsplanungen kaum vorbereitet worden, man war auf die große Seeschlacht in der Nordsee fixiert und bewertete den Kreuzerkrieg als Verlegenheitslösung, sah nur das Tonnageergebnis und Küstenbeschießungen, ohne die enorme Diversionswirkung zu beachten (d. h. die Ablenkung des Gegners von seinen Kriegszielen durch die Eröffnung weiterer Kriegsschauplätze).

Routen und Stationen des deutschen Ostasiengeschwaders 1914–1915

Da Japan noch im August 1914 auf Seiten der Alliierten in den Krieg eintrat und die Belagerung von Tsingtau begann, hatte das Ostasiengeschwader seinen Stützpunkt verloren und marschierte aus dem ostasiatischen Raum in Richtung östlicher Pazifik. Vizeadmiral Maximilian Graf von Spee wollte sich entsprechend der allgemeinen Denkweise in der Kaiserlichen Marine nicht auf einen Kreuzerkrieg im engeren Sinne einlassen, sondern in geschlossener Formation gegen militärische Objekte vorgehen. Spee entließ deshalb nur den Kleinen Kreuzer Emden zum Kreuzerkrieg, den die Emden sehr erfolgreich führte (23 aufgebrachte Handelsschiffe, 2 versenkte Kriegsschiffe). Das Geschwader wurde von den Alliierten als erhebliche Bedrohung empfunden, was sich nach dem für das Ostasiengeschwader erfolgreichen Seegefecht bei Coronel noch verstärkte, so dass die Royal Navy schwere Einheiten in den Südatlantik entsenden musste, wo sie im Seegefecht bei den Falklandinseln das Ostasiengeschwader bis auf die Dresden vernichteten. Schon zuvor, am 9. November, war die Emden versenkt worden, die Dresden folgte im März 1915 und die Königsberg im Juli 1915. Die Karlsruhe, eines der modernsten und schnellsten Schiffe der Kaiserlichen Marine, versenkte 14 Handelsschiffe, explodierte aber unter ungeklärten Umständen im November 1914. Winston Churchill kommentierte das allgemeine und schnelle deutsche Kreuzer-Desaster wie folgt:

„Mit der Schlacht bei den Falkland-Inseln war die Säuberung der Weltmeere vollständig, und bald hatte die deutsche Flagge aufgehört, auf irgendeinem Fahrzeug in irgendeinem Winkel der Welt zu wehen, mit Ausnahme der landverschlossenen Wasser der Ostsee und des Schwarzen Meeres und dem verteidigten Gebiet der Helgoländer Bucht.“

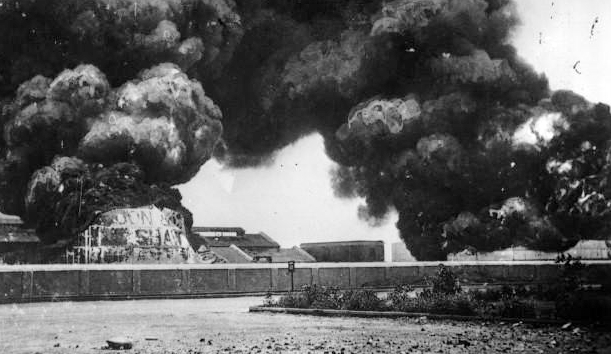
Von der Emden in Brand geschossene Öltanks bei Madras, September 1914

Die deutschen Kreuzer waren (militärisch) erfolgreich, banden zahlreiche gegnerische Schiffe und beschossen mehrere Küstenorte. Zu Letzteren zählten unter anderem:
- die Häfen Bône und Philippeville in Algerien (Beschuss durch Goeben und Breslau, 4. August 1914)
- der Hafen von Sansibar (Angriff der Königsberg, 20. September 1914, Versenkung des britischen Kreuzers Pegasus)
- die Reede von Papeete auf Tahiti (Angriff der Gneisenau und Scharnhorst, 22. September 1914, Versenkung des französischen Kanonenboots Zélée)[29]
- die Ölanlagen bei Madras in Indien (Beschuss durch die Emden, 23. September 1914)
- der Hafen von Penang in Malaysia (Angriff der Emden, 28. Oktober 1914, Versenkung des russischen Kreuzers Schemtschug und des französischen Torpedobootszerstörers Mousquet)
- der Hafen von Orleans an der Ostküste der Vereinigten Staaten (Angriff des U-Kreuzers U 156, 21. Juli 1918, siehe auch: Angriff auf Orleans).

Ab Mitte 1915 wurde der Kreuzerkrieg jedoch nur noch rudimentär von wenigen Hilfskreuzern getragen, die zwar vereinzelt sehr erfolgreich waren (etwa die Möve oder die Wolf), aber aufgrund ihrer geringen Zahl keine ernsthafte Bedrohung für den alliierten Schiffsverkehr in seiner Gesamtheit mehr darstellten. Mangels von Stützpunkten zur Versorgung mit Kohle wurde ein Segelschiff, die Seeadler, zum Hilfskreuzer umgebaut, eines der letzten Segelschiffe im Kriegseinsatz. Der Rückgriff auf ein Segelschiff verdeutlichte auch die hilflose Situation der deutschen Überwasserschiffe auf den Weltmeeren.

### U-Boot-Krieg

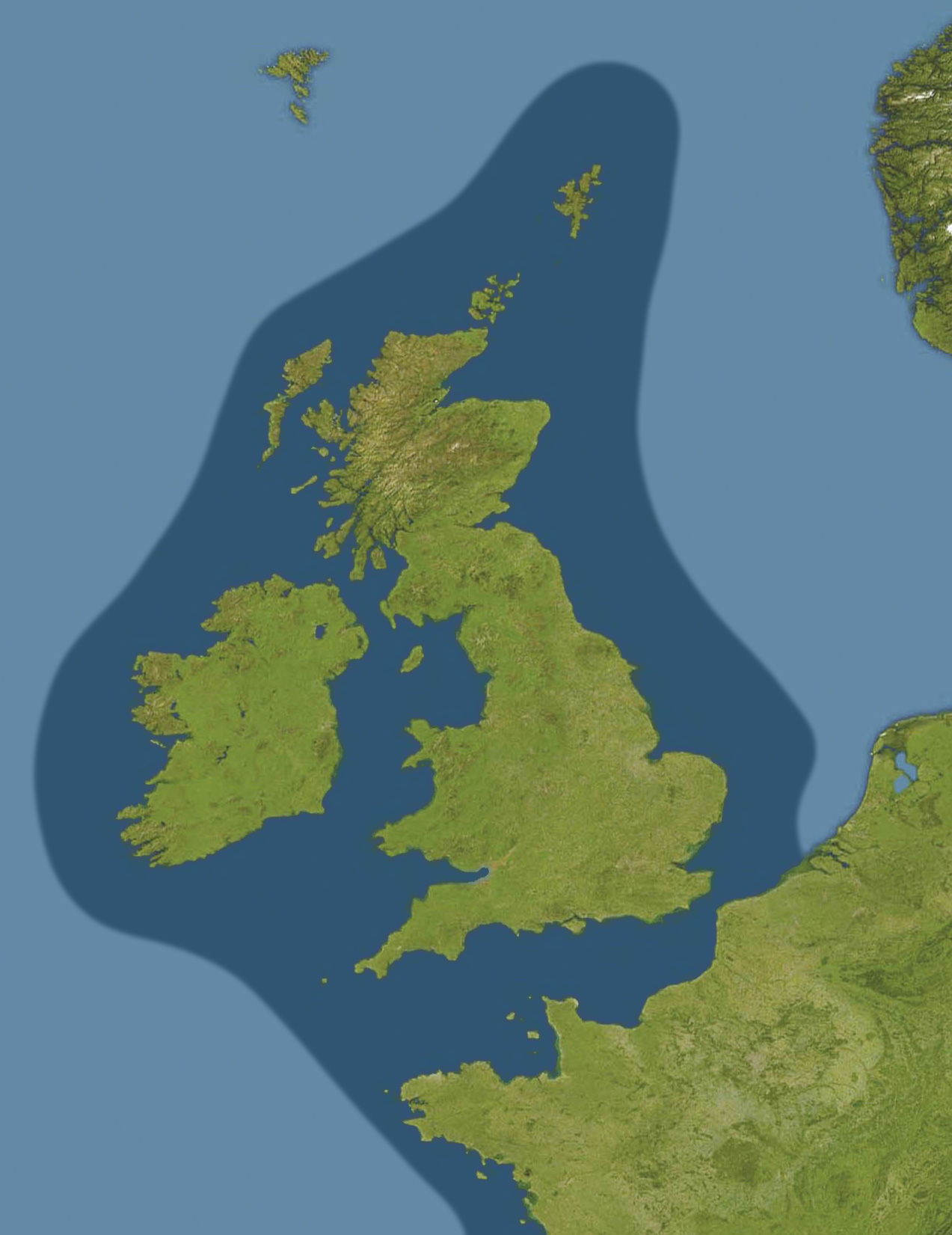
Kriegszone der deutschen U-Boote zum 18. Februar 1915

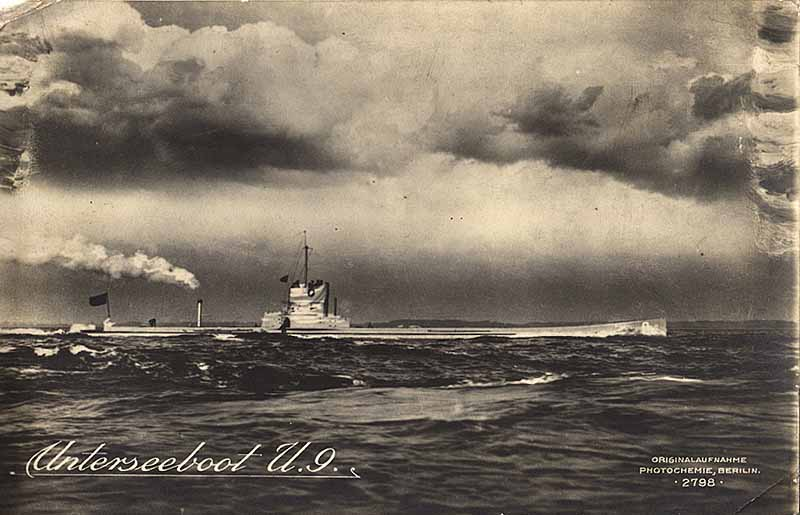
U 9 hatte noch einen Petroleumantrieb, dessen weiße Rauchfahne die Boote bei Überwasserfahrt leicht ortbar machte. U 9 war dennoch eines der erfolgreichsten U-Boote des Krieges

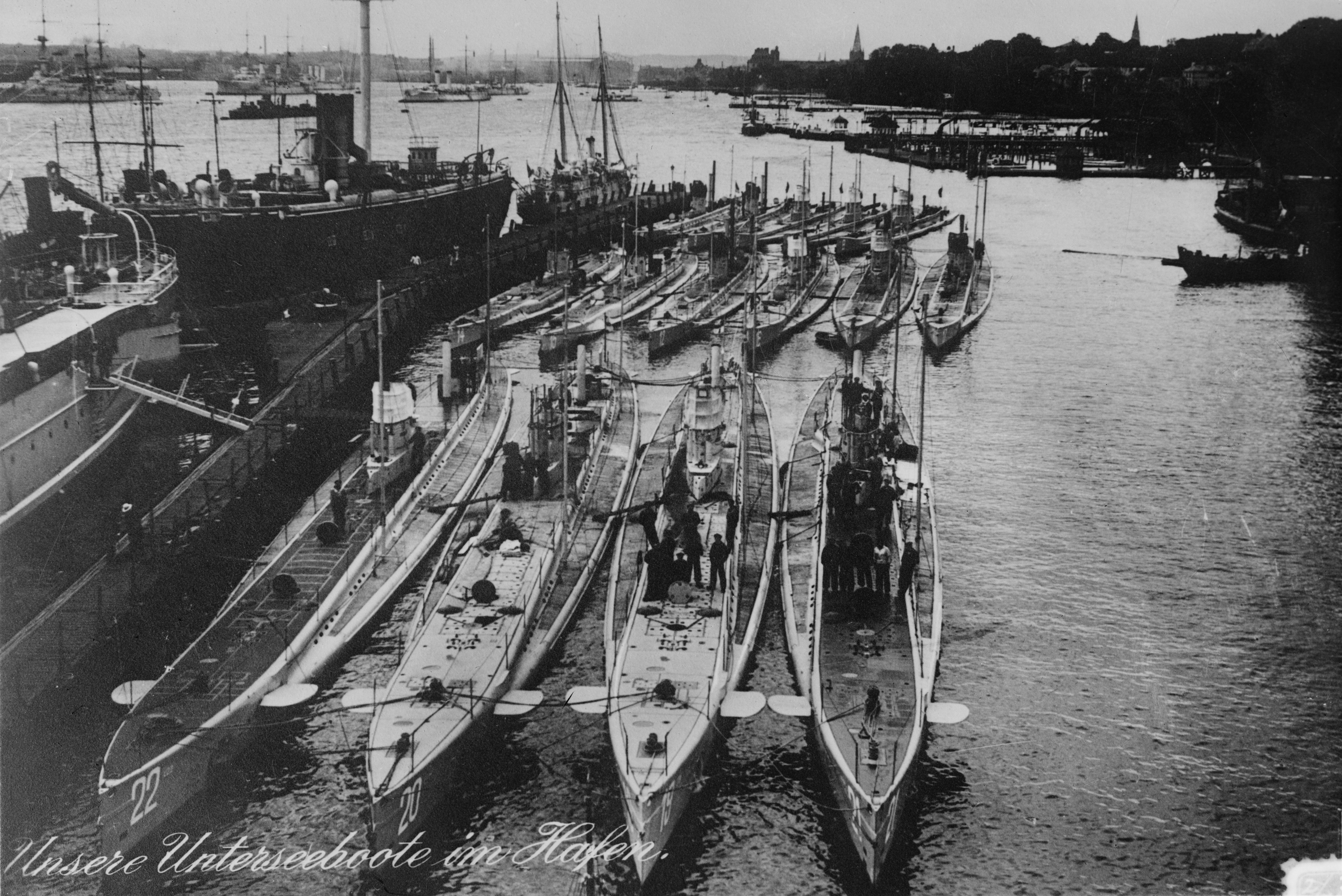
Deutsche U-Boote im Heimathafen Kiel, im Vordergrund (v. links nach rechts): U 22, U 20, U 19 und U 21

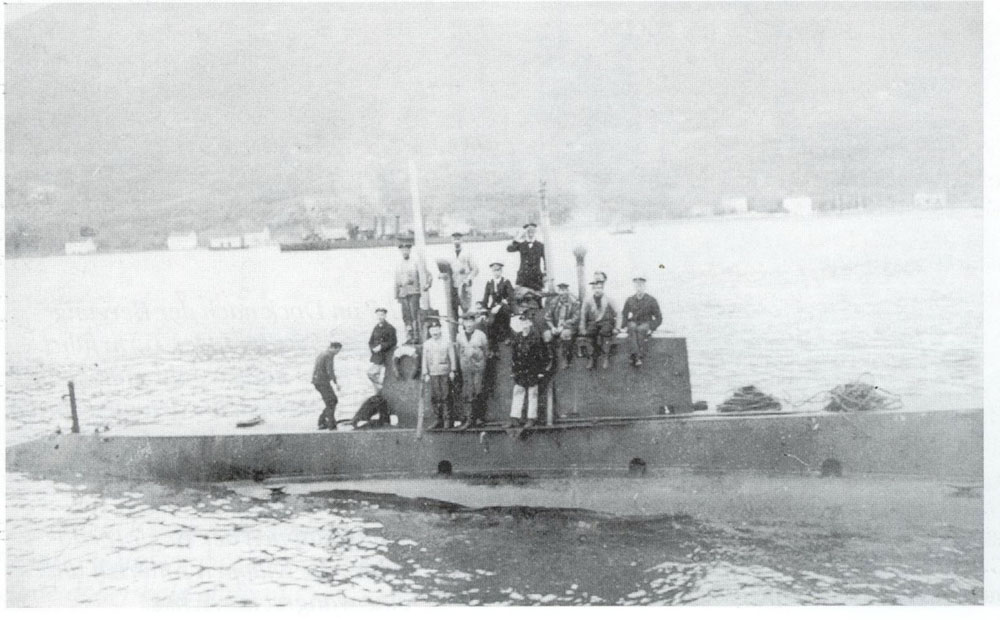
Das österreichische U-Boot U-12 bei der Einfahrt in den Hafen von Pula

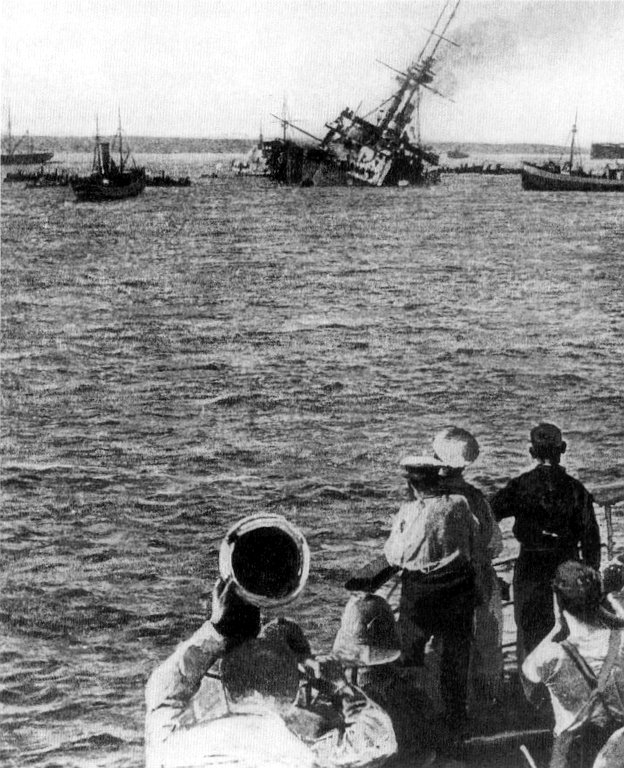
27. Mai 1915, Schlacht von Gallipoli: Versenkung der Majestic durch das deutsche U-Boot U 21

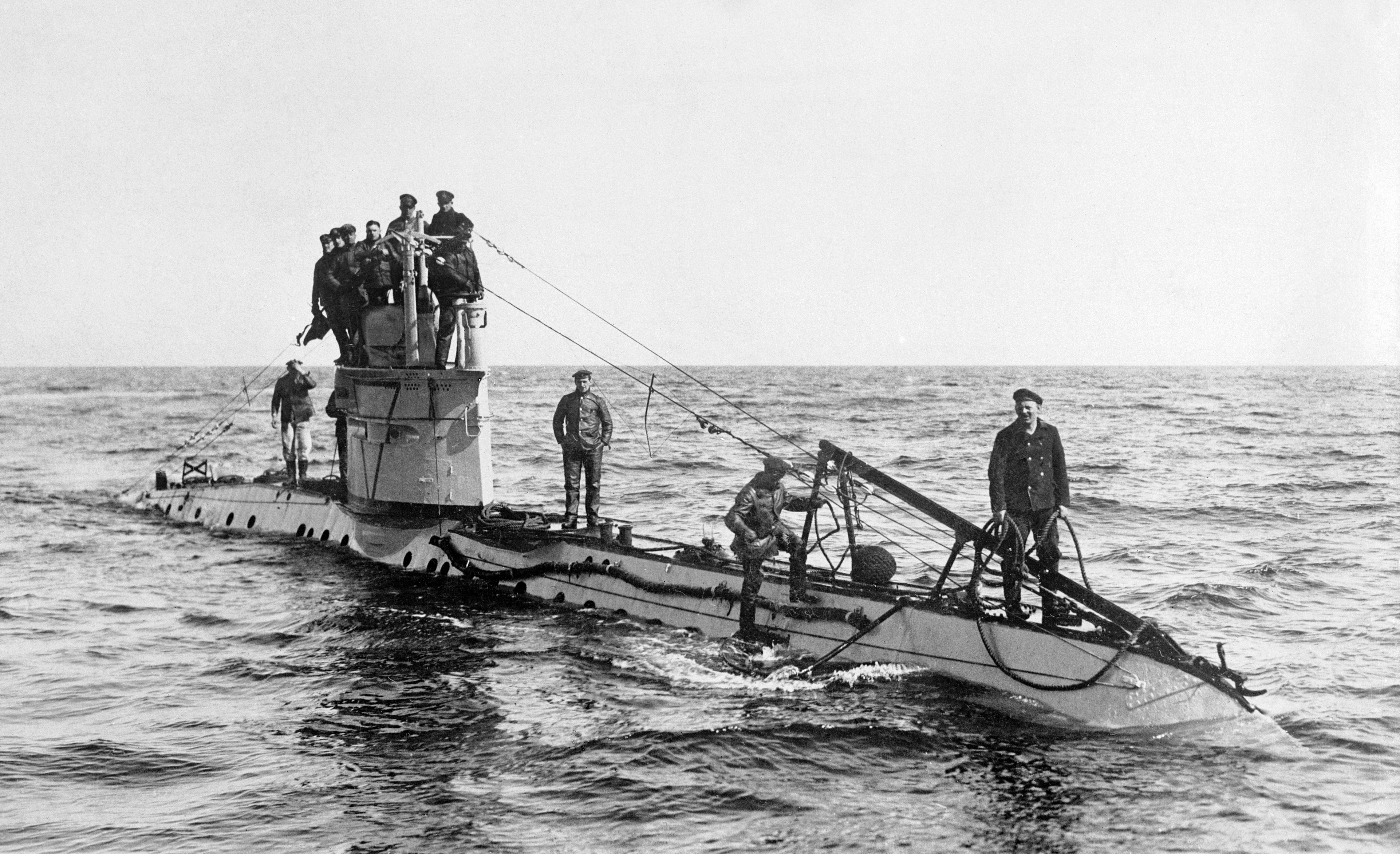
Deutsches U-Boot vom Typ UC I, eingesetzt ab 1915

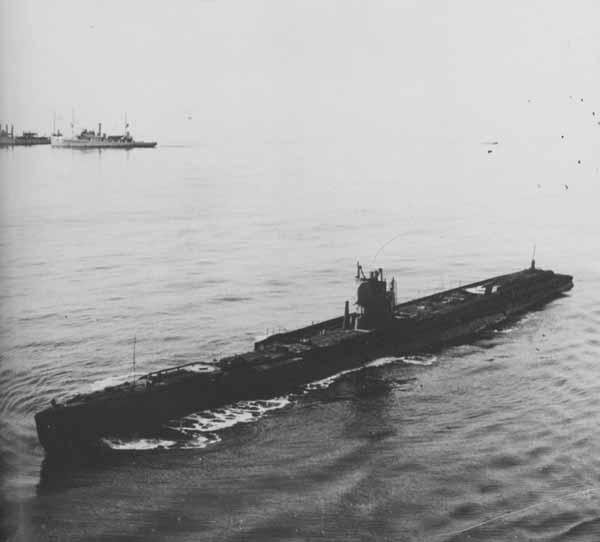
Ein gegen Ende des Krieges gebauter Langstrecken-U-Boot-Minenleger der Klasse UE II zum Einsatz vor der amerikanischen Küste

Admiral Alfred von Tirpitz hielt von U-Booten zunächst wenig und blieb noch zu Beginn des Krieges auf die Schlachtflotte fixiert. Die ersten Kriegs-U-Boote wurden in Deutschland für die russische Marine gebaut, erst danach bestellte die Kaiserliche Marine das erste U-Boot für die eigene Marine, das 1904/5 gebaute U 1 (heute im Deutschen Museum). Bis zum Kriegsbeginn waren 28 U-Boote in Dienst gestellt, zumeist noch mit Petroleummotoren ausgestattet. Erst die Boote ab U 19 bekamen Dieselmotoren, die Entwicklung von Dieselmotoren sollte durch die Verwendung in U-Booten bis 1918 einen erheblichen Entwicklungsschub bringen.
Tirpitz wollte die U-Boote lediglich als Unterstützung für die Hochseeflotte einsetzen. An einen Einsatz gegen Handelsschiffe dachte man auch deswegen nicht, da sie nicht geeignet erschienen, einen Kreuzerkrieg entsprechend der Prisenordnung durchzuführen. Ein Umdenken setzte ein, als genau dies dem Boot U 17 im Oktober 1914 gelang und zudem U-Boote mehrere spektakuläre Erfolge gegen Kriegsschiffe erzielt hatten (Versenkung der britischen Panzerkreuzer Aboukir, Hogue und Cressy durch U 9 im Seegefecht am 22. September 1914). Vor diesem Hintergrund begann man sich Gedanken über das U-Boot als Handelswaffe („U-Boot-Krieg“) zu machen. Am 4. Februar 1915 wurde eine Kriegszone um die britischen Inseln erklärt, in der neben feindlichen nun auch neutrale Handelsschiffe angegriffen werden durften. Am 18. Februar sollten die Angriffe nach Prisenordnung beginnen, wobei unter bestimmten Voraussetzungen auch ohne Warnung angegriffen werden durfte. Im Mai 1915 versenkte U 20 die Lusitania und im August 1915 U 24 die Arabic, auf beiden Schiffen – vor allem auf der Lusitania – starben amerikanische Staatsbürger. Aufgrund der amerikanischen Proteste befahl der Kaiser am 13. Mai 1915, neutrale Schiffe und feindliche Passagierdampfer zu schonen, und am 18. September, den unbeschränkten U-Boot-Krieg um die britischen Inseln einzustellen. Im Mittelmeer wurde er dagegen mit wenigen Booten, aber erheblichen Abschusszahlen fortgeführt.

Angesichts der zunehmenden Bewaffnung der Handelsschiffe und der Verwendung von U-Boot-Fallen forderte Tirpitz den uneingeschränkten U-Boot-Krieg (v. a. Versenkung ohne Vorwarnung), was die Regierung nicht zulassen wollte. Anfang März 1916 begann eine vom Reichsmarineamt initiierte Kampagne von Teilen der Presse zugunsten eines unbeschränkten U-Boot-Krieges („Lieber Krieg mit Amerika als verhungern“), die den Kaiser jedoch schwer verärgerte, so dass Tirpitz am 5. März ein scharfes Kabinettsschreiben erhielt: Der Kaiser habe den Eindruck gewonnen, 

„daß eine planmäßige Pressehetze in dem Sinne eingeleitet worden ist, die Reichsregierung zum rücksichtslosen U-Bootkrieg zu drängen. Seine Majestät erblicken hierin ein unerhörtes, in letzter Stelle die Person des Kaisers als obersten Leiter der Reichspolitik und der Kriegführung vor dem ganzen Volke bloßstellendes Verfahren.“

 Da ihm zudem unrichtige Angaben über die Zahl der einsatzfähigen U-Boote nachgewiesen werden konnten, musste Tirpitz am 15. März 1916 von seinem Posten zurücktreten. Dennoch torpedierte ein deutsches U-Boot nur zwei Wochen später den britischen Passagierdampfer Sussex, da er mit einem Minenleger verwechselt wurde, was zu einer weiteren scharfen amerikanischen Note führte.
Im Wesentlichen wurden die U-Boote im Herbst 1915 und 1916 jedoch nur im Rahmen von Flottenoperationen verwendet, wobei die Erfolge relativ gering ausfielen – nicht zuletzt, weil der britische Nachrichtendienst die deutschen Funksignale entschlüsseln konnte (u. a. im Room 40) und so oft über die Positionen der U-Boote informiert war.
Schon vor der Skagerrakschlacht war klar geworden, dass das Deutsche Reich den weltweiten Seekrieg nur dann bestehen konnte, wenn die lebenswichtigen transatlantischen Verbindungen der britischen Inseln unterbrochen werden konnten. Nach Lage der Dinge kamen hierzu nur U-Boote in Frage. Diese Einsicht vertiefte sich mit der Skagerrakschlacht, die trotz des glücklichen Ausgangs das strategische Dilemma der Schlachtflotte aufzeigte. Nun fühlte sich auch Scheer zu einer Denkschrift veranlasst, in der er die Konzentration aller maritimen Kräfte auf einen uneingeschränkten U-Boot-Krieg empfahl. Schon seit April 1916 drängte der Chef der OHL Erich von Falkenhayn den Kaiser zum U-Boot-Krieg, da er sich ansonsten auf den „Erschöpfungskrieg“ einstellen und die Schlacht um Verdun aufgeben müsse.
Wegen der verschlechterten militärischen Gesamtlage und der relativ hohen Zahl einsatzfähiger U-Boote Anfang 1917 bot der Admiralstab eine vermeintliche Lösung an: Bei der Freigabe des uneingeschränkten U-Boot-Krieges könnte England mit Versenkungsquoten von mehr als 600.000 BRT monatlich innerhalb von fünf Monaten „in die Knie gezwungen“ werden, noch bevor ein eventueller Kriegseintritt der USA sich auswirken könne. Die Oberste Heeresleitung drängte die Regierung, den unbeschränkten U-Boot-Krieg wiederzueröffnen: Henning von Holtzendorff, Paul von Hindenburg und Erich Ludendorff verabredeten, dem Kaiser die Zustimmung zum unbeschränkten U-Boot-Krieg endgültig abzuringen und Kanzler Theobald von Bethmann Hollweg zu stürzen, falls er ablehne. Die Militärs führten vor allem an, dass militärisch in Frankreich wegen Mannschaftsmangel nur mehr Defensive möglich und 1917 somit eine Verschlechterung der Gesamtlage zu erwarten sei. Am 8. Januar 1917 stimmte der Kaiser zu; der Kanzler trug am 9. Januar noch einmal alle Gegengründe vor, erhob aber im Gegensatz zu den Diskussionen in den Jahren 1915 und 1916 keinen grundsätzlichen Einspruch mehr. Am 9. Januar 1917 beschloss der Kronrat, den uneingeschränkten U-Boot-Krieg am 1. Februar 1917 ohne weitere Verhandlungen und Vorankündigungen zu eröffnen. Die Neutralen erhielten zum 31. Januar eine kurze entsprechende Mitteilung, was am 3. Februar umgehend zum Abbruch der diplomatischen Beziehungen durch die USA und zusammen mit weiteren Vorfällen (z. B. Zimmermann-Depesche) und Versenkungen zur amerikanischen Kriegserklärung am 6. April 1917 führte – letztendlich war damit der U-Boot-Krieg kontraproduktiv für Deutschland, da ohne den Eintritt der USA ein vollständiger Sieg der Entente nach dem Ausscheiden Russlands fraglich gewesen wäre.
Die anvisierten 600.000 BRT erreichten die U-Boote nur in zwei (bzw. nach anderen Angaben: drei) Monaten (April, Mai, Juni 1917). Die Verluste der Alliierten waren im ersten Halbjahr 1917 gewaltig, Winston Churchill schrieb dazu später:

„1917 nahm die Bedrohung durch U-Boote ungeheure, furchtbare Dimensionen an […]. Die Drosselung der Schifffahrt war akut […] unsere Produktion vollständig von der verfügbaren Tonnage abhängig […] wenn auch die Alliierten 1917 nicht hoffen durften, auf dem Lande zu siegen […] ein Ruin drohte in Frankreich nicht; das Schreckgespenst lauerte unter dem Meeresspiegel.“

Im April 1917 äußerte der Erste Seelord John Jellicoe:

„Die Deutschen werden gewinnen, wenn wir diesen Verlusten kein Ende machen.“

Abwehrmaßnahmen und vor allem die Einführung des Konvoi-Systems verringerten die Verluste der Alliierten zunehmend, während gleichzeitig die Verluste an U-Booten stiegen. In den letzten fünf Monaten des Krieges konnten die U-Boote nur noch durchschnittlich 177.000 BRT monatlich versenken (Rekordmonat April 1917: 841.118 BRT). Die deutschen U-Boote hatten zuvor Handelsschiffe in der Regel in Überwasserfahrt mit ihren Bordkanonen versenkt. Hierzu war jeweils nur eine relativ geringe Anzahl von Granaten pro Handelsschiff notwendig gewesen, sodass ein einzelnes U-Boot viele Handelsschiffe versenken konnte (der Rekord liegt bei 54 versenkten Handelsschiffen im Verlauf einer einzigen Feindfahrt und wurde von U 35 aufgestellt). Nach Einführung des Konvoi-Systems verblieb den deutschen U-Booten nur noch die Möglichkeit, mittels Torpedos anzugreifen. Da die damaligen U-Boot-Typen jedoch nur sehr wenige Torpedos mitführen konnten (je nach Typ waren nur 2 bis 16 Torpedos an Bord), konnte man zwangsläufig niemals die gleich hohen Versenkungsergebnisse erzielen. Darüber hinaus war ein Unterwasserangriff mittels Torpedos deutlich aufwendiger und schwieriger in der Durchführung als ein Überwasserangriff mittels Bordkanone.
Insgesamt versenkten 380 in Dienst gestellte deutsche U-Boote neben vielen Kriegsschiffen immerhin 5.554 alliierte und neutrale Handelsschiffe mit 12.191.996 BRT. Die kaiserliche Marine verlor 187 U-Boote. Die deutschen U-Boote konnten 38 Prozent der britischen Handelstonnage von 1914 versenken (7,75 Millionen Tonnen). Das Boot U 35 versenkte alleine 224 Handelsschiffe und zwei Kriegsschiffe und ist damit das vermutlich erfolgreichste Kriegsschiff der Weltgeschichte.

## Verlauf

### 1914
Das Kräfteverhältnis zur See sah 1914 wie folgt aus (die Zahlen differieren in der Literatur aufgrund unterschiedlicher Zählweisen):
| Schiffstyp         | Großbritannien | Deutschland | Frankreich | Österreich-Ungarn | Russland | Japan | Italien | USA |
| ------------------ | -------------- | ----------- | ---------- | ----------------- | -------- | ----- | ------- | --- |
| Schlachtschiffe    | 20             | 15          | 4          | 3                 | 0        | 2     | 4       | 10  |
| Schlachtkreuzer    | 9              | 4           | 0          | 0                 | 0        | 2     | 0       | 0   |
| Linienschiffe      | 40             | 22          | 20         | 12                | 12       | 14    | 12      | 25  |
| Panzerkreuzer      | 34             | 9           | 22         | 3                 | 6        | 13    | 14      | 17  |
| Geschützte Kreuzer | 73             | 41          | 12         | 9                 | 8        | 18    | 11      | 17  |
| Zerstörer          | 256            | 149         | 84         | 33                | 103      | 49    | 63      | 61  |
| U-Boote            | 78             | 28          | 55         | 6                 | 28       | 15    | 20      | 38  |

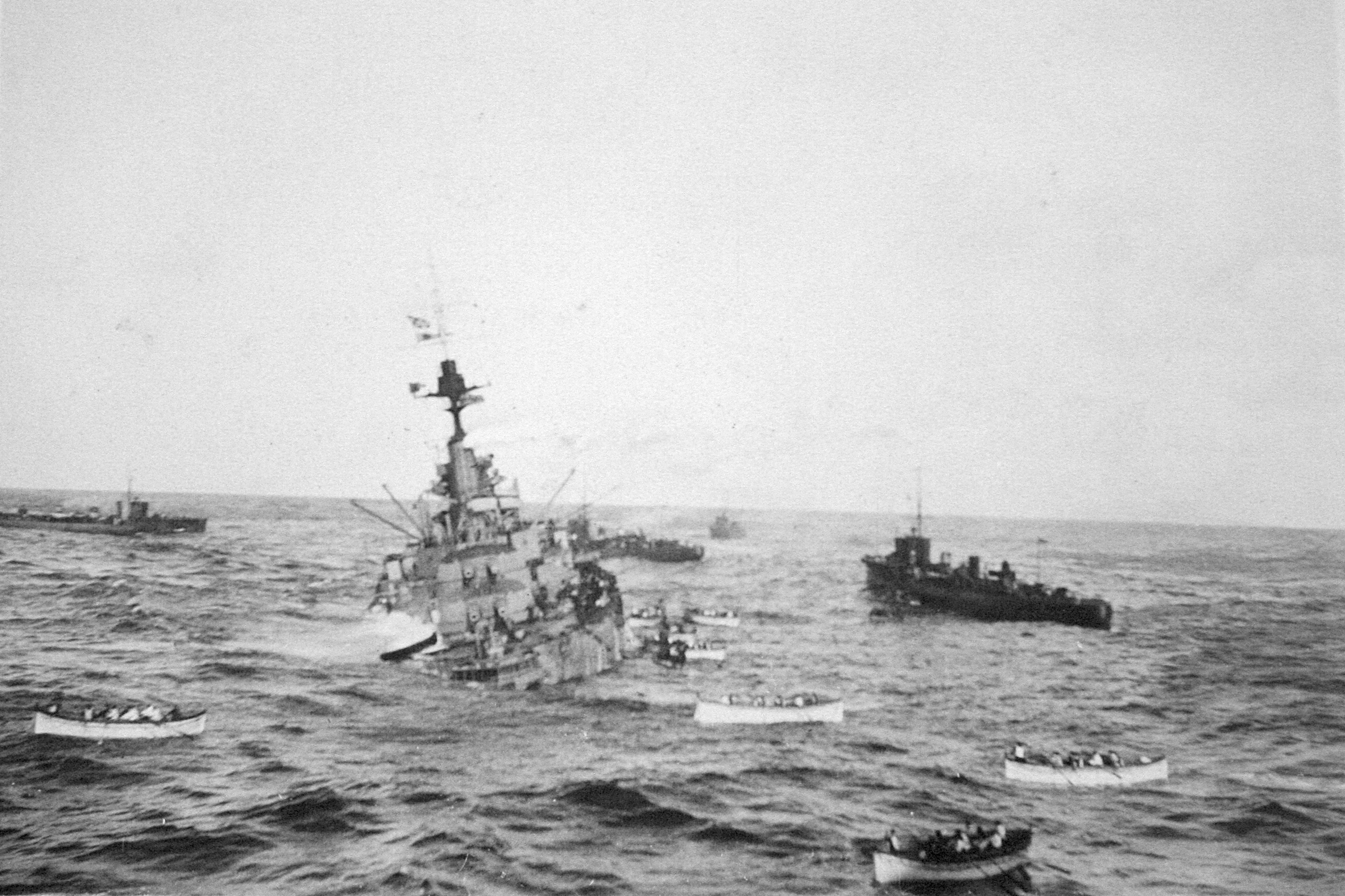
Das Schlachtschiff Audacious fuhr am 27. Oktober 1914 auf eine deutsche Mine und sank.

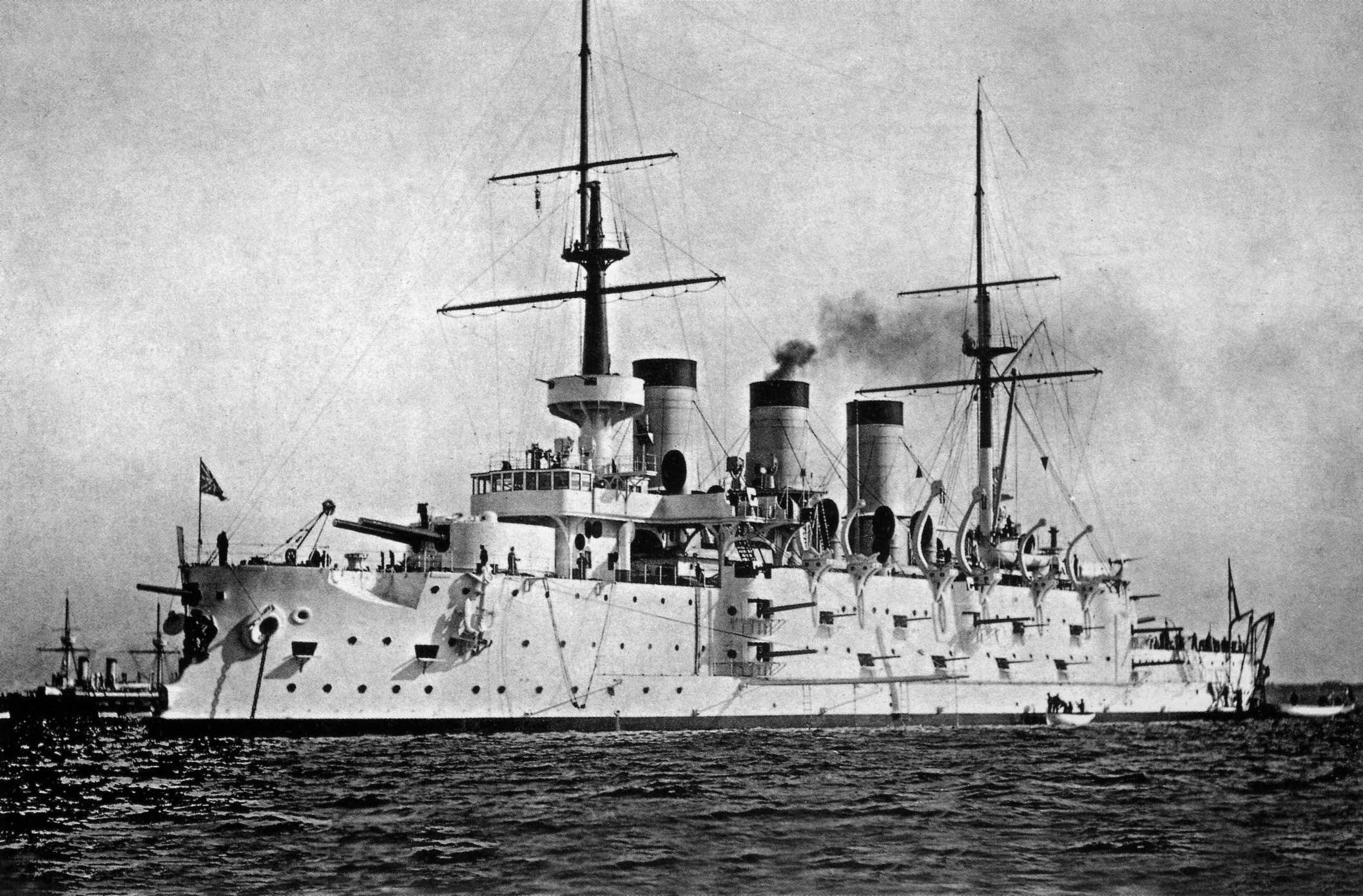
Das japanische Linienschiff Suwō, Flaggschiff bei der Belagerung von Tsingtau

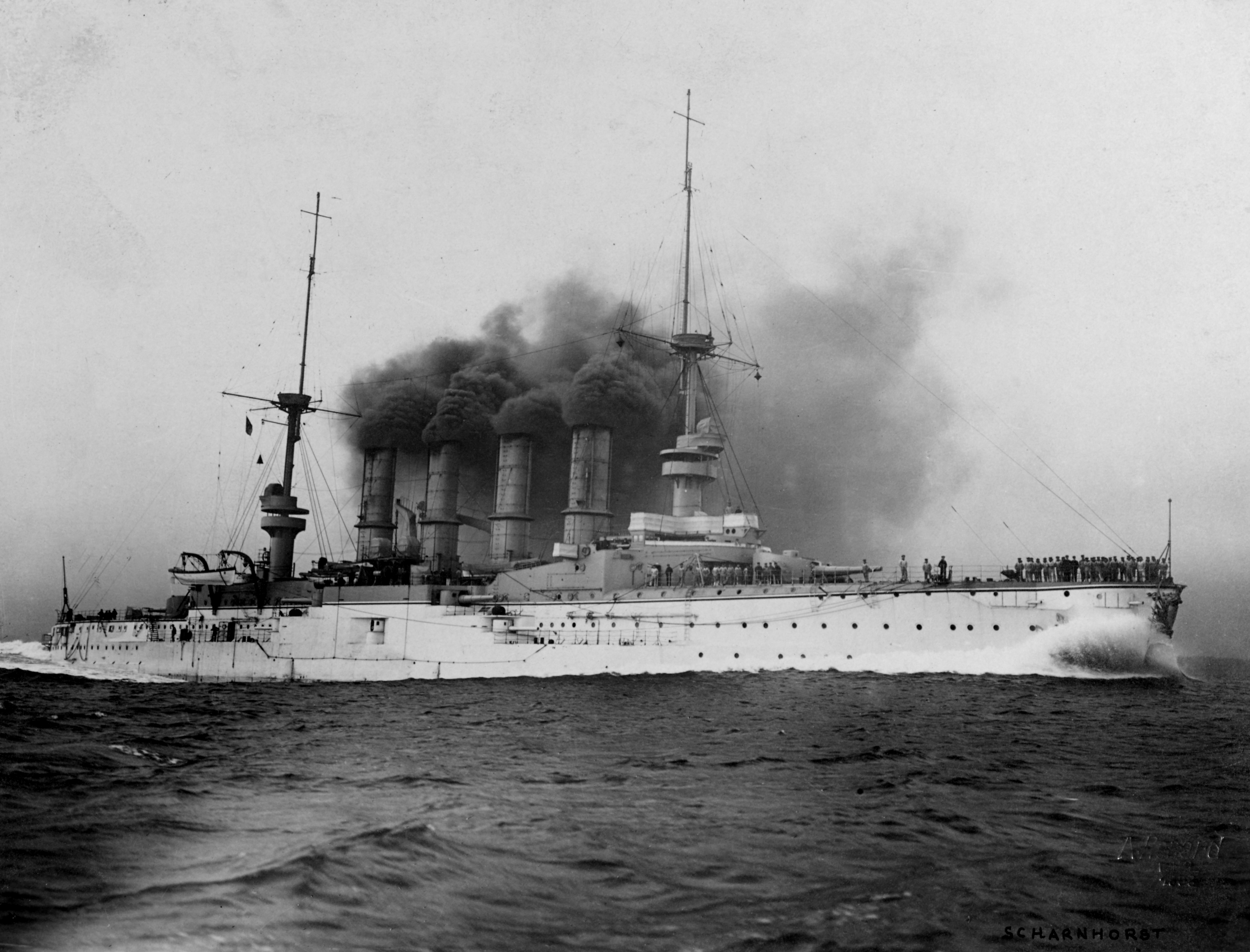
Die Scharnhorst, das Flaggschiff des deutschen Ostasiengeschwaders

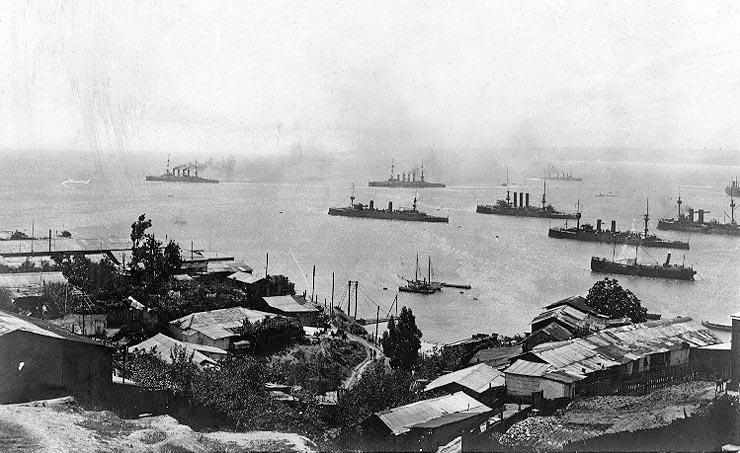
Das Ostasiengeschwader (im Hintergrund) beim Verlassen von Valparaíso (Chile) nach dem Seegefecht bei Coronel

Auf den Weltmeeren standen sich hauptsächlich die Kaiserliche Marine Deutschlands und die Grand Fleet Großbritanniens gegenüber. Aufgrund der Übermacht britischer Schiffe konnten die Deutschen 1914 nicht in die Offensive gehen, den Briten fiel die Seeherrschaft über große Teile der Nordsee zu. Sie leiteten eine Seeblockade ein, um Deutschland von allen Zufahrten nach Übersee zu trennen. Weiterhin konnte durch die Kontrolle des Seeraumes das britische Expeditionskorps im Ärmelkanal ungestört übersetzen. Defensiv war besonders Helgoland mit einer starken Küstenverteidigung ausgestattet und sicherte somit zusammen mit der Hochseeflotte die Deutsche Bucht.
Die Deutsche Marine begann den Seekrieg am 2. August in der Ostsee mit der Verlegung von Minen vor Libau und der Beschießung von russischen Munitionslagern durch die Kleinen Kreuzer Augsburg und Magdeburg. Am 3. August veröffentlichte die Kaiserliche Regierung die deutsche Prisenordnung.
Am 4. August beschoss die Mittelmeerdivision, der Schlachtkreuzer Goeben und der Kleine Kreuzer Breslau, bei Bône und Philippeville an der algerischen Küste Transportschiffe und Hafenanlagen. Die Schiffe legten danach in Messina zum Aufkohlen an und liefen dort am 6. August aus. Da aufgrund der großen Überlegenheit der französischen und britischen Flotte im Mittelmeer weder der Durchbruch zum Atlantik noch zum österreichischen Kriegshafen Pula möglich erschien, schickte Admiralstabschef Hugo von Pohl auf Anraten Tirpitz’ die Schiffe nach Istanbul, um die Haltung der Türkei zum Kriegseintritt zu beeinflussen. In der Türkei herrschte eine überwiegend deutschfreundliche Stimmung und vor allem Empörung darüber, dass die Royal Navy zwei für die Türkei gebaute und zudem aus Volksspenden schon fast bezahlte Schlachtschiffe beschlagnahmt hatte.
In der Nordsee stieß am 5. August der Hilfsminenleger Königin Luise gegen die Themsemündung vor und wurde dort u. a. vom Kreuzer Amphion versenkt, die Amphion sank am nächsten Tag durch die von Königin Luise gelegten Minen.
Dänemark gab am 6. August die Schließung des Großen und Kleinen Beltes sowie des dänischen Teils des Öresundes durch eigene Minensperren bekannt.
Laut der französisch-englischen Marinekonvention vom 6. August übernahmen die Franzosen den Schutz des Seeweges nach Indien durch den Suezkanal und der Truppentransporte von Nordafrika nach Frankreich sowie die Blockade der Österreichischen Marine in der Adria und die Sicherung der Zufahrtswege für Montenegro und Serbien.
Der erste Verlust eines deutschen U-Bootes (SM U 13) erfolgte am 9. August 1914, das Schwesterboot SM U 15 sank schon drei Tage später.
Die von überlegenen britischen und französischen Kräfte verfolgte deutsche Mittelmeerdivision entkam zwischen 6. und 10. August in die Dardanellen, das Osmanische Reich kaufte die beiden Schiffe formell zum 16. August an, aus der Goeben wurde die Sultan Selim Yavuz, aus der Breslau die Midilli. Die deutsche Besatzung blieb an Bord.
Am 14. August begann der Kreuzer SMS Emden den selbständigen Kreuzerkrieg.
Am 15. August erfolgte seitens der japanischen Regierung ein Ultimatum an das Deutsche Reich, demzufolge alle deutschen Kriegsschiffe aus chinesischen und japanischen Gewässern abzuziehen und Tsingtau bzw. Kiautschou an die Japaner zu übergeben sei. Nach Ablauf des Ultimatums am 23. August erklärte Japan dem Deutschen Reich den Krieg, und bereits ab dem 27. August begann die Blockade Tsingtaus von See her. Das Ostasiengeschwader lag zwar bei Pagan, hatte aber nunmehr keinen Stützpunkt mehr. Die Belagerung von Tsingtau begann am 13. September (Kapitulation von Tsingtau am 7. November).
Am 26. August 1914 strandete vor Odensholm der Kleine Kreuzer Magdeburg, wobei die Signalbücher der Kaiserlichen Marine in die Hände der russischen Armee fielen, die Abschriften auch an die Briten („Room 40“) weitergaben. Nachrichtentechnisch erhielten die Alliierten dadurch einen Vorsprung, der den ganzen Krieg über anhalten sollte.
Am 28. August unternahmen die Briten einen überraschenden Vorstoß gegen die Vorpostenlinien in der Deutschen Bucht, daraus entwickelte sich das für die deutsche Hochseeflotte verlustreiche erste Seegefecht bei Helgoland. In der Folge befahl Kaiser Wilhelm II. als oberster Befehlshaber der Flotte die zukünftige Zurückhaltung und Vermeidung von Aktionen, die zu größeren Verlusten führen könnten (1. Oktober).
Die U-Boote bewiesen ihre Leistungsfähigkeit erstmals mit der Versenkung des geschützten Kreuzers Pathfinder durch U 21 am 5. September: Die Pathfinder war damit das erste auf See fahrende Schiff, das durch ein U-Boot mit einem Torpedo versenkt wurde. Am 13. September versenke das britische U-Boot E9 den deutschen kleinen Kreuzer Hela. Einen „Paukenschlag“ lieferte U 9 am 22. September mit der Versenkung dreier britische Panzerkreuzer der Cressy-Klasse innerhalb nur einer Stunde, schon auf der nächsten Feindfahrt konnte das Boot zudem am 15. Oktober vor Aberdeen den britischen Geschützten Kreuzer Hawke versenken. Dieser sensationelle Erfolg bewies die Gefährlichkeit der vor dem Kriege unterschätzten Waffe.
Die britische Glitra war am 20. Oktober das erste durch ein deutsches U-Boot (SM U 17) versenkte Handelsschiff, es wurde entsprechend Prisenordnung kurz vor der norwegischen Küste gestellt, geentert und versenkt.
Am 27. Oktober lief eines der größten und modernsten britischen Schlachtschiffe, die HMS Audacious, auf eine deutsche Mine und sank. Die britische Admiralität hielt den Verlust geheim, um keinen Angriff der kurzzeitig fast gleich starken Hochseeflotte zu riskieren (mehrere schwere Schiffe der Briten waren zur Bekämpfung des deutschen Ostasiengeschwaders im Atlantik unterwegs). Von der zeitweiligen Schwäche wusste die deutsche Admiralität jedoch nichts.
Am 28. Oktober beschoss die Emden die Hafenanlagen von Penang (Malakkastraße) und versenkte dort den russischen Kleinen Kreuzer Schemtschug und den französischen Zerstörer Mousquet. Vom 27. bis zum 31. Oktober beschossen die Yawuz und die Midilli (ehemals Goeben und Breslau) Sewastopol, Odessa, Noworossijsk und Feodossija. Die Aktion der nach wie vor mit deutscher Besatzung fahrenden Schiffe wurden von Kriegsminister Enver Pascha gedeckt, der damit Fakten für den von ihm – aber nicht von der gesamten türkischen Regierung – favorisierten Kriegseintritt des Osmanischen Reiches auf Seiten der Mittelmächte schuf. Die russischen Gesandten verlangten am 28. Oktober ihre Pässe, am 29. Oktober befand sich das Osmanische Reich auch offiziell im Krieg.
Britische Seestreitkräfte entdeckten am 30. Oktober den Liegeplatz der Königsberg vor Sansibar in ihrem Versteck in der Rufijimündung und bekämpften sie mit erheblichen Aufwand, aber lange Zeit erfolglos (erst am 11. Juli 1915 wurde sie von der eigenen Besatzung aufgegeben und gesprengt, die Geschütze wurden ausgebaut und von den deutschen Truppen in Deutsch-Ostafrika weiterverwendet).
Das deutsche Ostasiengeschwader unter der Leitung von Vizeadmiral Maximilian Graf von Spee versenkte am 1. November im Seegefecht bei Coronel zwei britische Panzerkreuzer, woraufhin die Briten einen Verband mit schweren Einheiten in Richtung Falklandinseln schickten, da sie befürchteten, von Spee könnte den Hafen Stanley angreifen und den Seeverkehr im Atlantik gefährden.
Die britische Regierung gab am 2. November bekannt, dass sie die gesamte Nordsee als Kriegsgebiet und damit Sperrzone für die Schifffahrt betrachte, gleichzeitig weitete Großbritannien die Liste der Konterbande auf Lebensmittel aus. Auch neutrale Schiffe unterlagen den Kontrollbestimmungen.

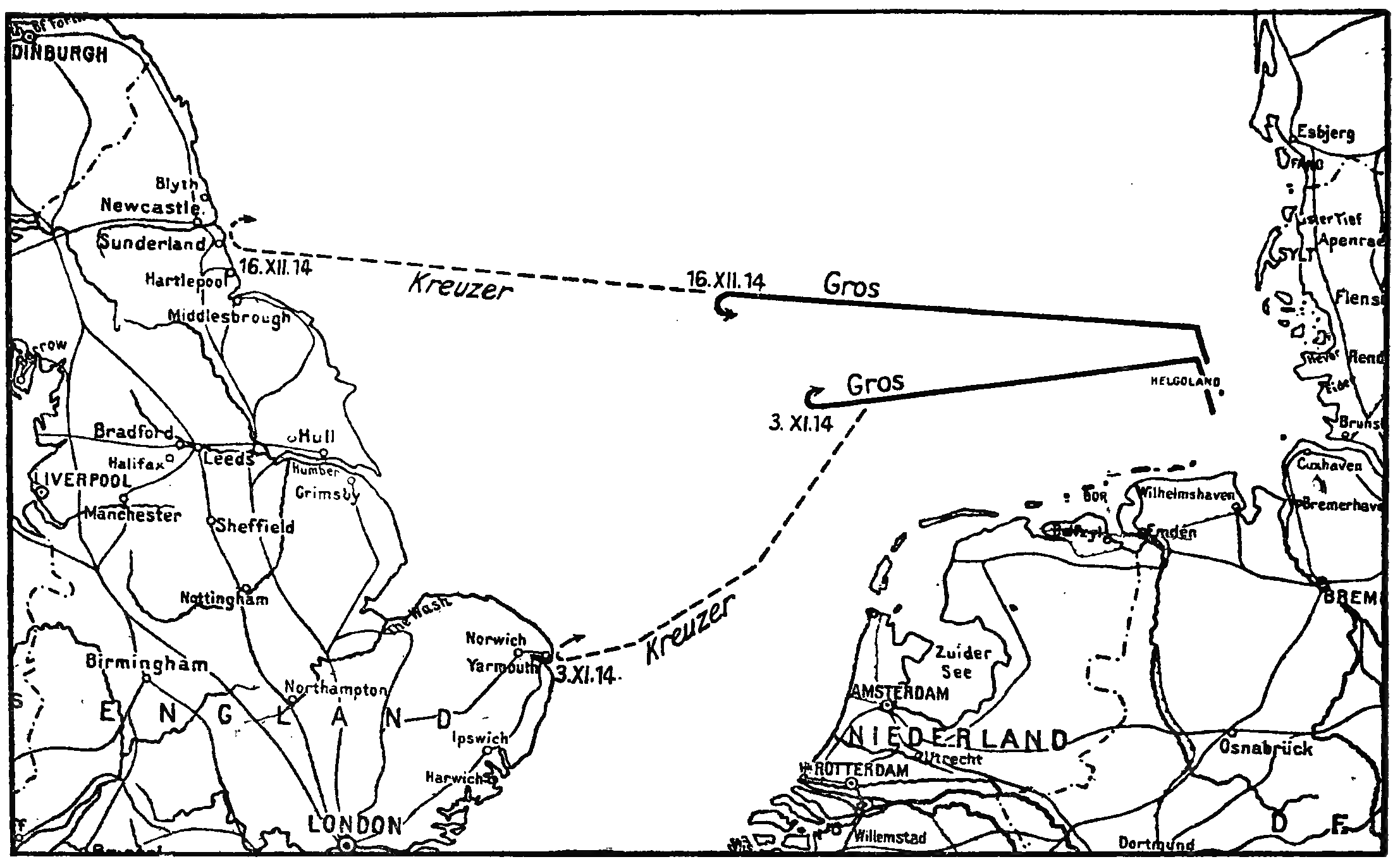
Deutsche Offensivunternehmen gegen die englische Küste im November und Dezember 1914

Deutsche Schlachtkreuzer beschossen am 3. November 1914 bei Yarmouth und Lowestoft die britische Küste, das erste Offensivunternehmen der deutschen Hochseeflotte. Ebenfalls am 3. November erklärten die Briten die gesamte Nordsee und die Gewässer um Island und Südnorwegen zum Kriegsgebiet. Angesichts der britischen Drohung von einer „wirtschaftlichen Erdrosselung durch Blockade“ (Winston Churchill am 9. November 1914) und der Erfolge der U-Boote machte man sich in Deutschland zunehmend Gedanken über einen Handelskrieg mit U-Booten.
Am 4. November ging der deutsche Kleine Kreuzer Karlsruhe unter ungeklärten Umständen verloren, am 7. November ergab sich Tsingtau, am 9. November wurde der Kreuzer Emden bei den Kokosinseln durch den australischen Leichten Kreuzer Sydney zerstört.
Im Überseekrieg vernichteten überlegene britische Schlachtkreuzer (die Inflexible und die Invincible) und weitere Kriegsschiffe das deutsche Ostasiengeschwader im Seegefecht bei den Falklandinseln. Als von Spee entgegen dem Rat seiner Kommandeure am 8. Dezember die Falklandinseln anlief, erwartete ihn dort eine britische Übermacht. In der nachfolgenden Schlacht versenkten die Briten das gesamte Geschwader, nur der Kleine Kreuzer Dresden entkam.
Deutsche Schlachtkreuzer unter Konteradmiral Franz von Hipper beschossen am 16. Dezember 1914 Hartlepool, Scarborough und Whitby.

### 1915
Das U-Boot U 24 versenkte am Neujahrestag das britische Vor-Dreadnought-Schlachtschiff Formidable im Ärmelkanal. Wenngleich 1914 nur drei Handelsschiffe von U-Booten versenkt wurden, regte Admiral Hugo von Pohl in einer Denkschrift vom 7. Januar an, mittelfristig den uneingeschränkten U-Boot-Krieg zu eröffnen.

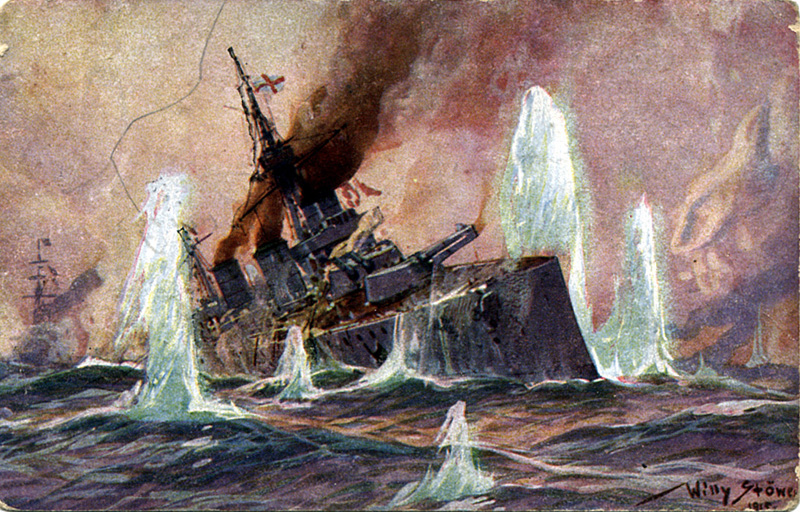
Die schwer beschädigte Lion in der Schlacht auf der Doggerbank nach Darstellung des Marinemalers Willy Stöwer. Die Lion wurde repariert, aber auch in der Skagerrakschlacht schwer getroffen.

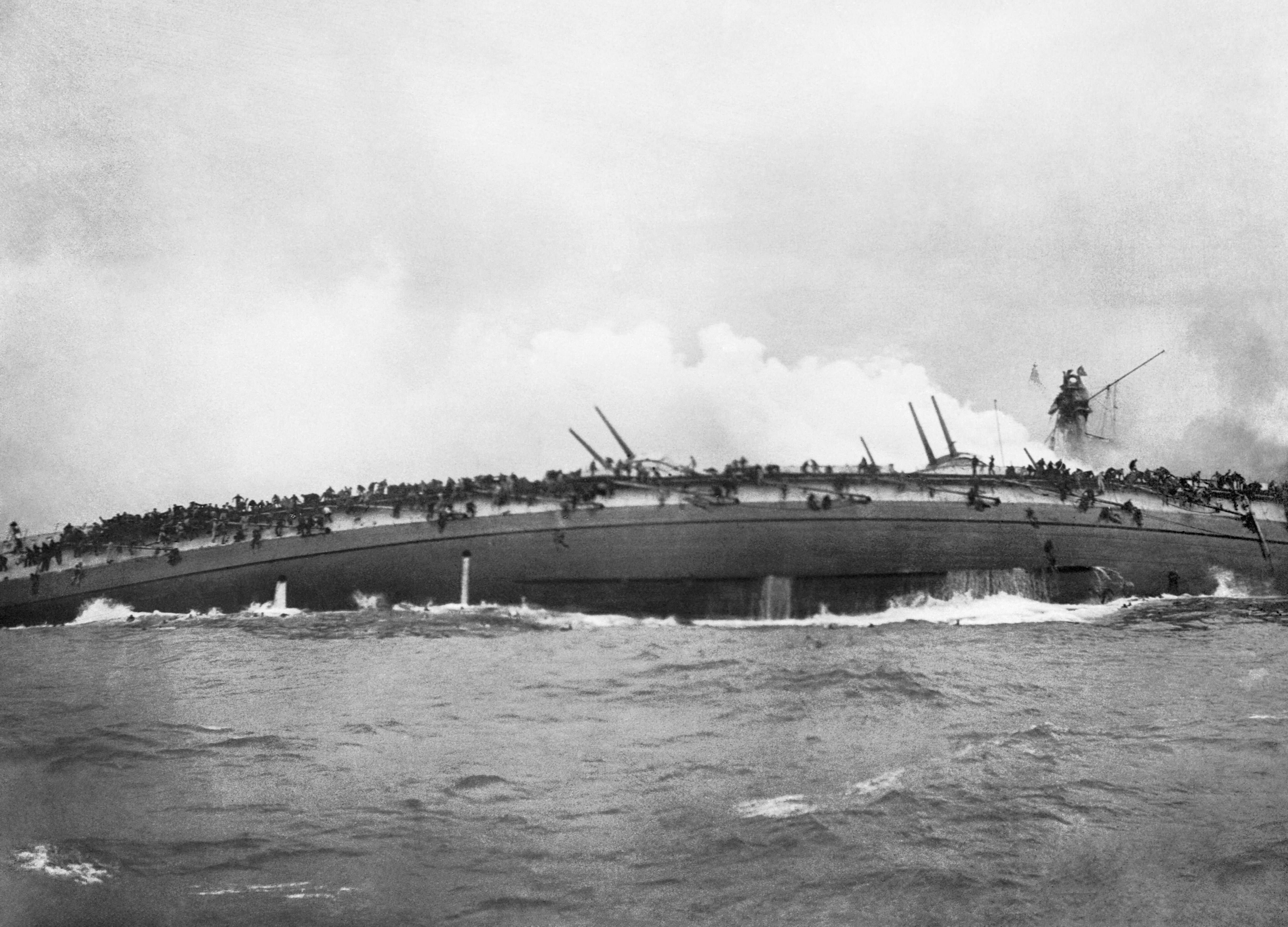
Untergang des deutschen Großen Kreuzers Blücher im Gefecht auf der Doggerbank, die Besatzung versucht sich im Bild über die Schiffswände zu retten – eine der berühmtesten Kriegsfotografien überhaupt. 792 Seeleute starben, 260 wurden gerettet.

Die Entschlüsselung der deutschen funktelegrafischen Nachrichten führte am 24. Januar zum Gefecht auf der Doggerbank, in dem die deutsche Flotte eine schwere Niederlage erlitt und den Großen Kreuzer Blücher verlor, ansonsten jedoch der Übermacht entkommen konnte. In dem Gefecht zeigten sich auch Schwächen bei der britischen Flotte, die beinahe den Verlust der Lion zur Folge hatten. Da der Geschwaderführer David Beatty die schwer beschädigte Lion verließ und sein Kommando auf die Princess Royal verlegte, kam es in der damit zusammenhängenden Verwirrung zu Fehlern in der Befehlsübermittlung, so dass Admiral Franz von Hipper die Flucht gelang. Der Ausgang der Schlacht führte am 2. Februar zur Ablösung von Flottenchef Admiral Friedrich von Ingenohl, dem Admiral Hugo von Pohl nachfolgte. Technische Konsequenzen waren bei der deutschen Flotte die Verbesserung der Turmpanzerungen sowie des Schutzes vor Kartuschenbränden.
Das deutsche U-Boot U 20 versenkte am 30. Januar im Ärmelkanal erstmals ohne Vorwarnung zwei britische Handelsschiffe, womit eine neue Eskalationsstufe erreicht wurde. Bis dahin hielten die U-Boote die Schiffe an und erlaubten der Besatzung, vor der Versenkung von Bord zu gehen.

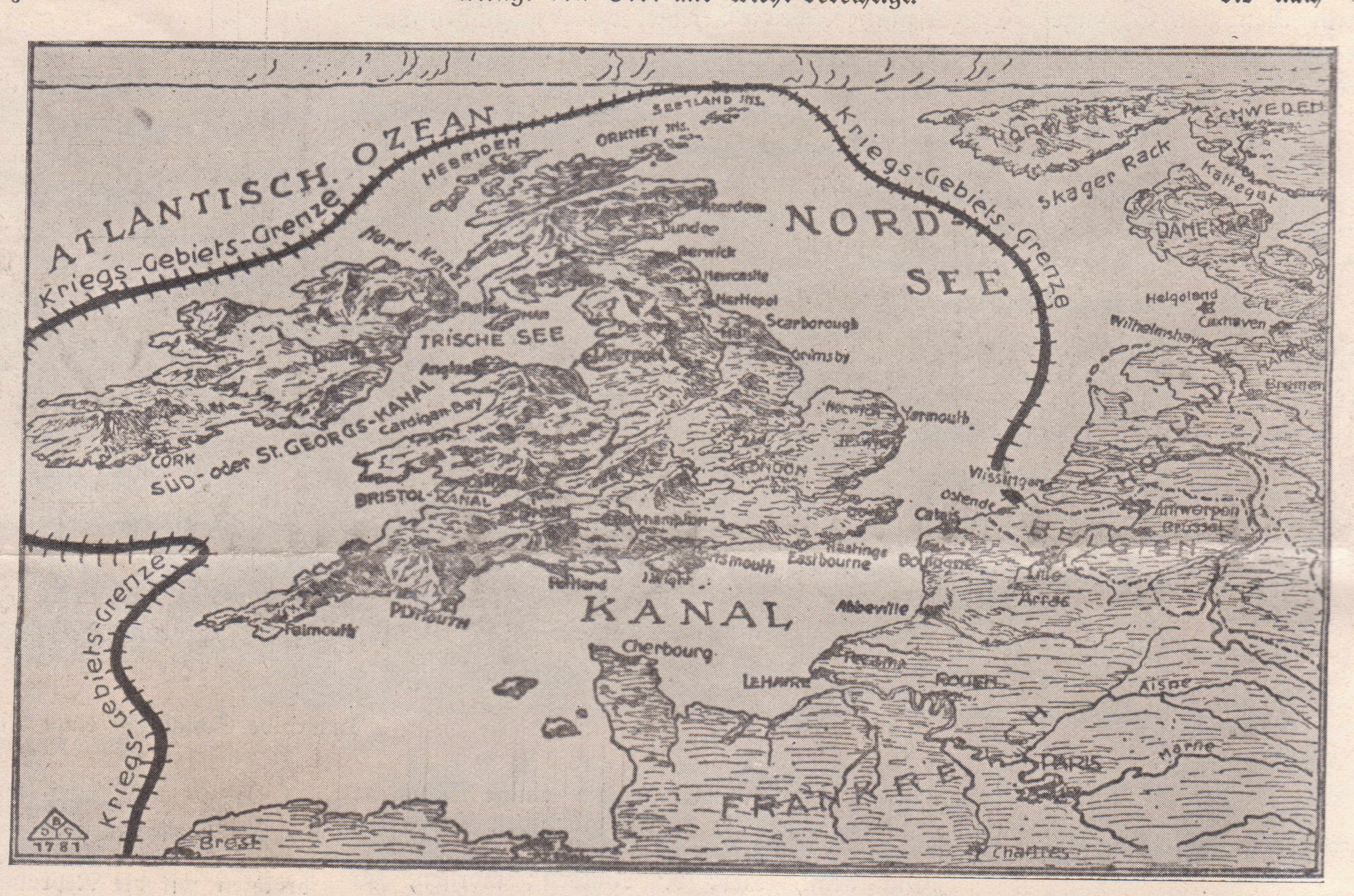
Kriegsgebiet um die britischen Inseln in einer österreichischen Zeitung, Februar 1915

Am 4. Februar erfolgte die offizielle Ankündigung des U-Boot-Krieges gegen Handelsschiffe, der zum 18. Februar als Gegenmaßnahme zur britischen Blockade beginnen solle, die Gewässer um Großbritannien und Irland wurden zum Kriegsgebiet erklärt. Am 28. Februar begann der U-Boot-Handelskrieg. Es standen jedoch nur 21 einsatzfähige U-Boote zur Verfügung, von denen in der Regel jeweils ein Drittel auf Anfahrt und auf Reparatur war. Im März konnten so lediglich 21 Handelsschiffe versenkt werden. Zudem gab es zahlreiche Protestnoten neutraler Staaten, die zwar zuvor auch gegen die britische Blockade protestiert hatten, aber nun direkt bedroht wurden. Die Vereinigten Staaten führten in ihrer Note präzise aus, dass die deutsche Regierung „streng verantwortlich“ gemacht würde, „falls ein amerikanisches Schiff oder Leben amerikanischer Staatsangehöriger vernichtet“ werden sollten.

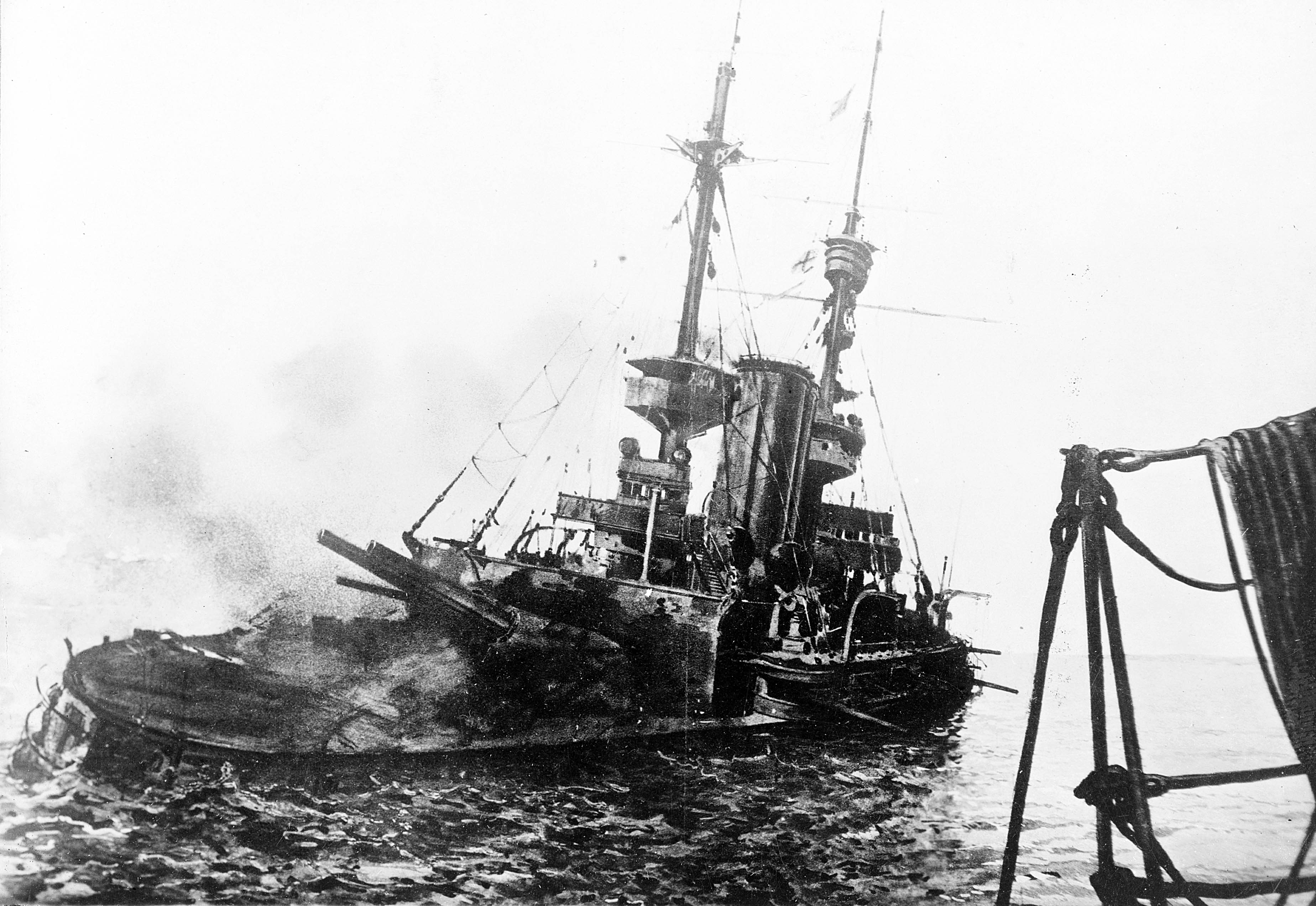
Schlacht von Gallipoli: Die Irresistible sank am 18. März 1915 nach dem Auflaufen auf eine Mine.

Der britische Kriegsrat hatte am 13. Januar 1915 auf Initiative von Winston Churchill beschlossen, „die Gallipoli-Halbinsel zu beschießen und zu nehmen, mit Konstantinopel als weiterem Ziel“. Am 19. und 25. Februar begann die Schlacht von Gallipoli mit einem Großangriff der britischen und französischen Flotte. Mit Ausnahme der schon am 18. März schwer beschädigten Inflexible und der Queen Elizabeth handelte es sich um Schiffe aus der zweiten Kampflinie, da die deutsche Hochseeflotte die Royal Navy zwang, die modernsten Schiffe in der Nordsee zu belassen. Die türkischen Batterien wurden schwer getroffen, Landungen von Seeleuten und Marineinfanteristen am 1. und 4. März brachten jedoch nicht die gewünschten Erfolge. Am 18. März begann ein neuer Großangriff der Schiffe gegen die Dardanellen-Befestigungen, die türkischen Küstenbatterien antworteten, ein französisches Linienschiff sank unmittelbar nach Beginn des Angriffs. Durch Mineneinwirkungen folgten zwei britische Linienschiffe, zudem wurden weitere zwei französische Linienschiffe und der einzige britische Schlachtkreuzer – die Inflexible – schwer beschädigt. Dies veranlasste den britischen Kriegsrat, die Angriffe zunächst einzustellen. Die türkischen Küstenbatterien hatten zu jenem Zeitpunkt kaum noch Munition, auch die Minenvorräte waren aufgebraucht.
Am 14. März wurde der letzte Kreuzer des Ostasiengeschwaders, die Dresden, in den neutralen chilenischen Hoheitsgewässern der Robinson-Crusoe-Insel von den britischen Kreuzern Kent und Glasgow entdeckt, beschossen und von der Mannschaft selbst versenkt.
Dem britischen U-Boot HMS E17 gelang als erstem U-Boot der Durchbruch durch die gesperrten Dardanellen. Es fuhr im Folgenden Einsätze im Schwarzen Meer gegen den türkischen Schiffsverkehr.

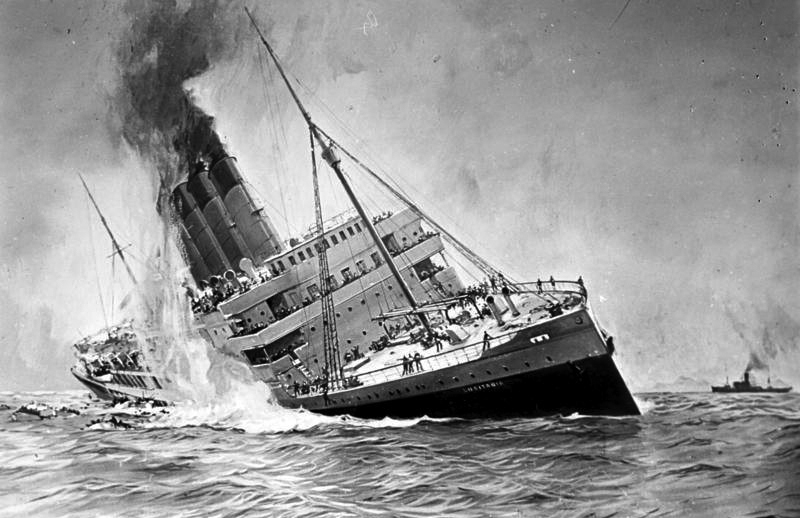
Gemälde der untergehenden Lusitania

Am 7. Mai versenkte das deutsche U-Boot U 20 die Lusitania, was eine internationale Protestwelle auslöste. Obwohl die deutsche Botschaft in Washington in Anzeigen davor gewarnt hatte, die Lusitania zur Überfahrt zu benutzen und amerikanischen Staatsbürgern im Krieg Fahrten auf Schiffen kriegführender Staaten verboten waren, waren über 200 US-Amerikaner an Bord des Schiffes, als dieses am 1. Mai 1915 den Hafen von New York verließ. Als das Passagierschiff, das auch Munition und explosive Stoffe transportierte, am 7. Mai versenkt wurde, starben 1198 Passagiere und Besatzungsmitglieder, darunter 79 Kinder und 127 US-Amerikaner. (die Angaben bzgl. der umgekommenen Amerikaner und Kinder variieren in der Literatur, so ist u. a. von 94 Kindern die Rede.) In Amerika herrschte Empörung, es folgte ein Notenwechsel zwischen der amerikanischen und deutschen Regierung.
Am 18. Mai 1915 trat Winston Churchill als Erster Lord der Admiralität (Marineminister) zurück, da die Konservativen dies nach ihrer Regierungsbeteiligung forderten. Hintergrund war die absehbare Niederlage bei der Schlacht von Gallipoli und der damit zusammenhängende Rücktritt von Flottenchef John Fisher drei Tage zuvor.
Am 23. Mai trat Italien in den Krieg ein, die gesamte Österreichische Marine griff daraufhin noch am selben Tag die Ostküste Italiens an: Ancona, Rimini, Senigallia, und die Potenzamündung wurden beschossen, die österreichischen Schiffe kehrten ohne Verluste wieder zurück.
Die deutschen U-Boote erhielten zum 6. Juni den Befehl, keine großen Fahrgastdampfer mehr zu versenken.
Am 2. Juli kam es zu einem Zusammenstoß leichterer deutscher und russisch-britischer Verbände in der Nähe von Gotland („Gotland-Raid“ oder „Seegefecht von Gotland“), das für den deutschen Verband mit Verlusten endete.
Zum 11. Juli versenkte die deutsche Mannschaft den von britischen Schiffen zerschossenen Kleinen Kreuzer Königsberg in der Rufijimündung (vgl. 30. Oktober 1914), die Hauptgeschütze wurden jedoch demontiert und später für deutsche Landeinsätze in Ostafrika benutzt.
Zwei Vorstöße in die Rigaer Bucht der deutschen Ostseestreitkräfte in Verbund mit Teilen der Hochseeflotte zwischen dem 6. und 20. August brachten der deutschen Flotte höhere Verluste als der russischen sowie keinen konkreten Erfolg.
Am 13. August versenkte das deutsche U-Boot UB 14 in der östlichen Ägäis den britischen Truppentransporter Royal Edward.
Vor der irischen Küste versenkte am 19. August das deutsche U-Boot U 24 ohne Vorwarnung den britischen Passagierdampfer Arabic. 44 Menschen kamen ums Leben, darunter zwei US-Amerikaner. Daraufhin schränkte die Regierung zur Vermeidung weiterer außenpolitischer Konflikte den U-Boot-Krieg um die Britischen Inseln stark ein, Passagierdampfer jeder Größe durften nicht mehr angegriffen werden.
Am selben Tag (19. August) kam es zum sogenannten Baralong-Zwischenfall, die Versenkung des deutschen U-Boots U 27 durch die britische U-Boot-Falle Baralong in den Gewässern südlich der irischen Stadt Queenstown (heute Cobh). Ein als Handelsschiff getarnter und unter amerikanischer Flagge fahrender britischer Hilfskreuzer schoss das deutsche U-Boot kampfunfähig, der Kommandant der Baralong ließ anschließend sämtliche Überlebende der U-Boot-Besatzung durch seine Crew erschießen. Im Hinblick auf die Vorwürfe bezüglich der deutschen Kriegsführung – vor allem in Belgien – wurde das Seekriegsverbrechen von der deutschen Regierung groß herausgestellt, es kam zu einem monatelangen Notenwechsel.
Am Morgen des 23. Oktobers wurde die Prinz Adalbert etwa 20 Seemeilen vor Libau von dem britischen U-Boot E8 mit einem Torpedo getroffen. Der Torpedo traf das Munitionsmagazin im Vorderschiff. Die Explosion riss das Schiff in zwei Teile, die sofort sanken. Nur drei Mann der 675-köpfigen Besatzung konnten gerettet werden.
Am 5. November griff das deutsche U-Boot U 35 den Golf von Sollum in Ägypten an. Dabei wurde der Hilfskreuzer Tara und das Kanonenboot Abbas versenkt (→ Aktion von U 35 im Golf von Sollum). Das deutsche, aber unter österreichischer Flagge fahrende U-Boot U 38 versenkte am 7./8. November die italienische Ancona, wobei 25 (nach anderen Angaben neun) Amerikaner ums Leben kommen. Es folgte ein Notenwechsel zwischen der amerikanischen und österreichischen Regierung.
Alliierte Schiffe begannen am 12. Dezember mit der Ausschiffung der serbischen Armee aus Albanien.
Zum 19. Dezember begannen die Alliierten mit der Räumung der Halbinsel Gallipoli (bis 9. Januar 1916), damit endete die Schlacht von Gallipoli.

### 1916

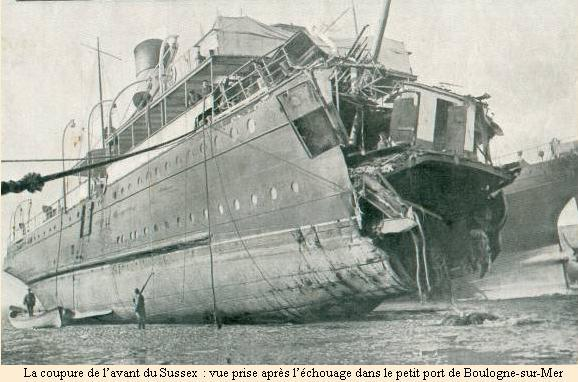
Die am 24. März torpedierte Sussex zeigt die verheerende Wirkung von Torpedos auf ungepanzerte Schiffe

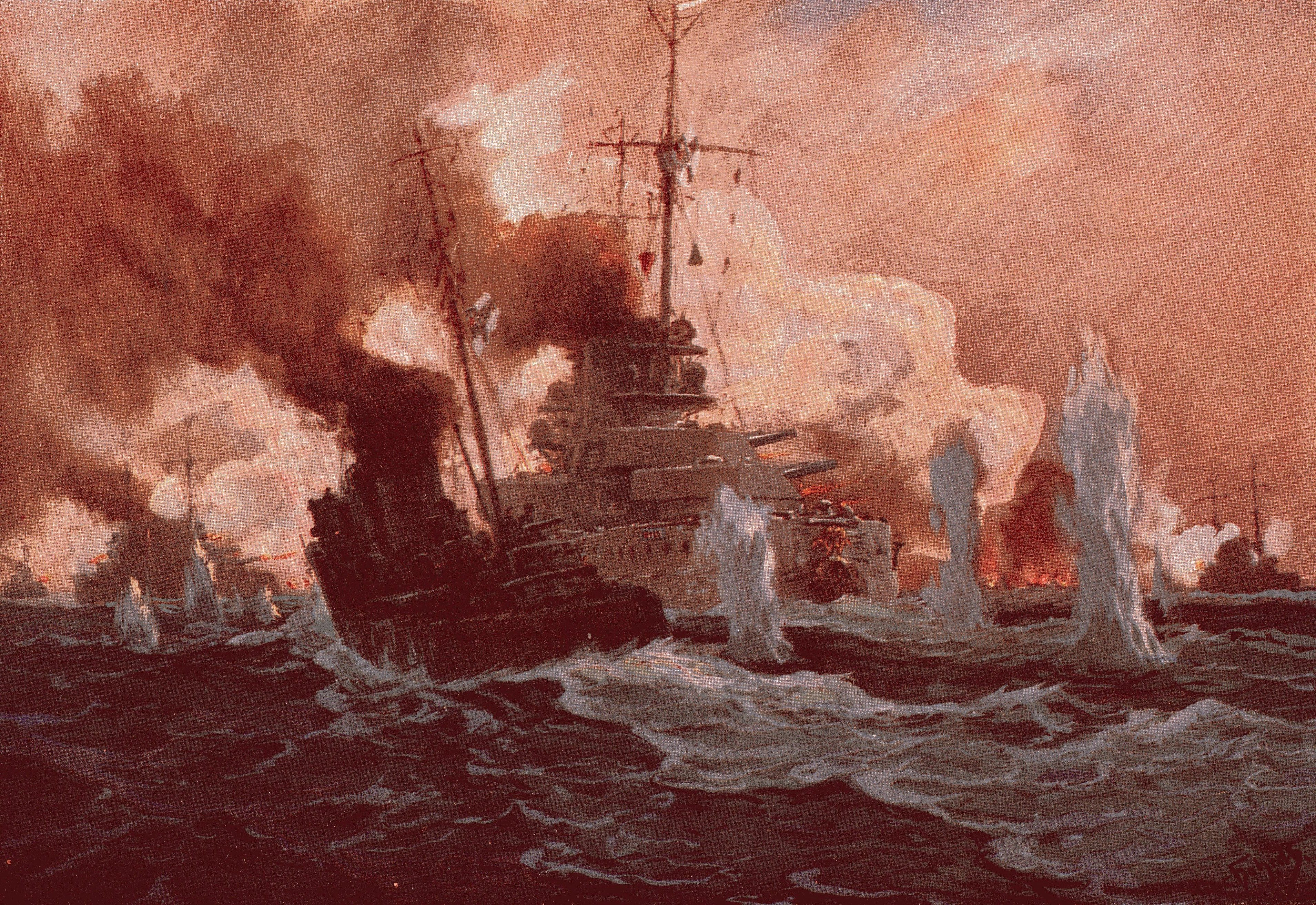
Die Beschießung von Lowestoft am 25. April 1916 nach einem Gemälde von Marinemaler Hans Bohrdt

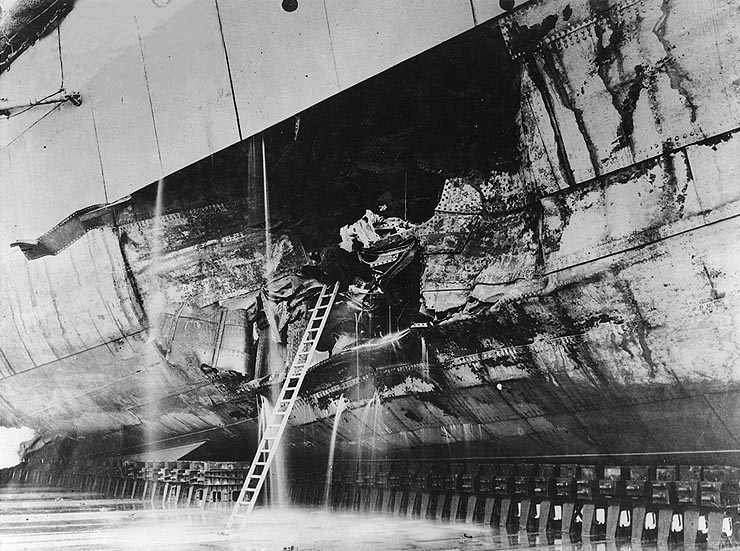
Skagerrakschlacht: Der Torpedotreffer auf der Seydlitz zeigt die Gefährlichkeit der Waffe selbst für sehr große und stark gepanzerte Schiffe

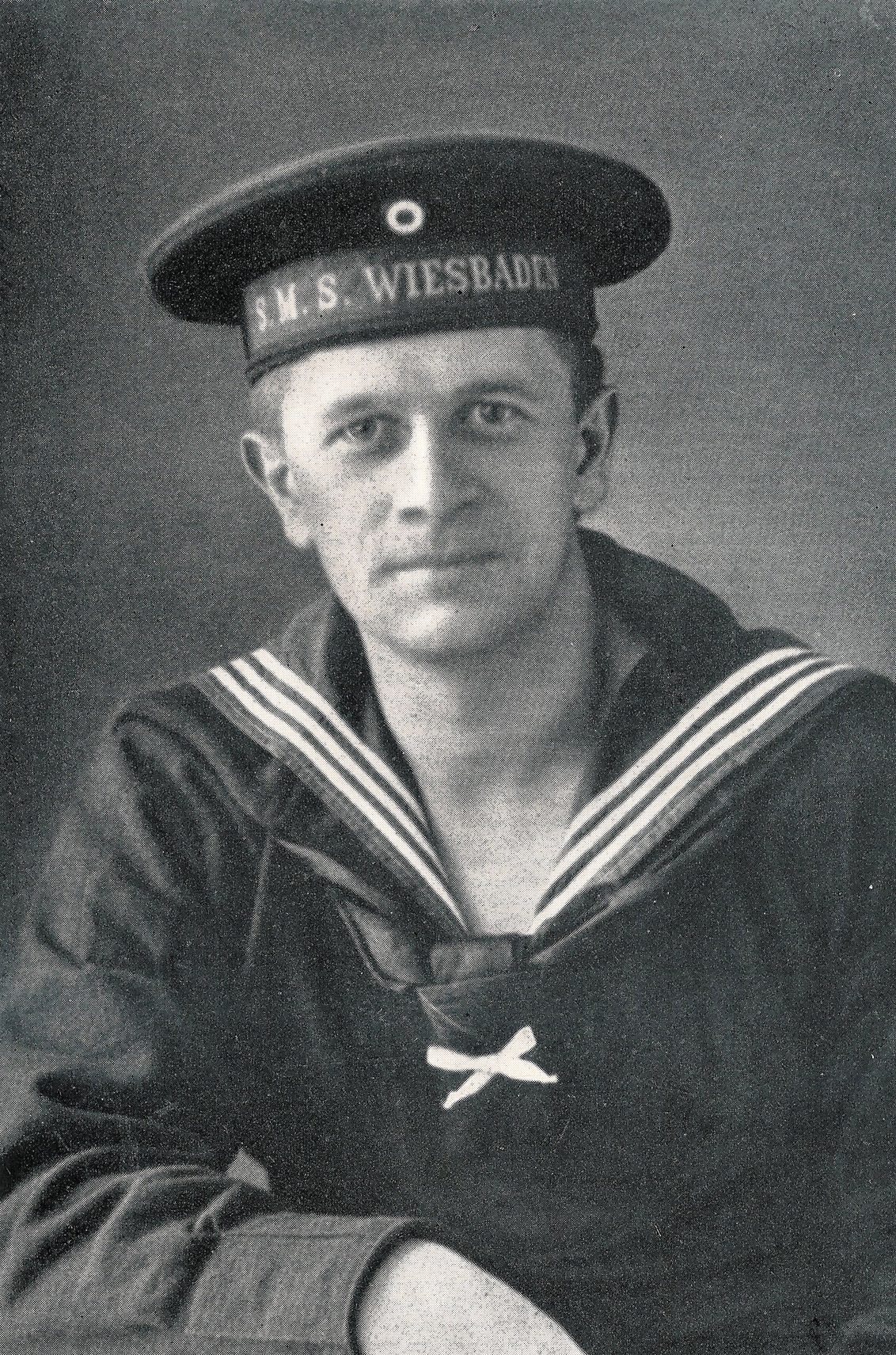
Einer der 8648 Toten der Skagerrakschlacht: Gorch Fock versank am 1. Juni mit der Wiesbaden.

Großbritannien beendete am 2. Januar seine U-Boot-Kampagne gegen den türkischen Schiffsverkehr im Schwarzen Meer: 50 Prozent der türkischen Handelsschiffe konnten versenkt werden.
Am 6. Januar geriet das britische Linienschiff King Edward VII vor der Nordküste Schottlands in eine Minensperre des deutschen Hilfskreuzers Möve. Das Schiff erlitt einen Minentreffer und sank nach rund neun Stunden. Die Besatzung konnte zur Gänze gerettet werden.
Vizeadmiral Reinhard Scheer wurde am 24. Januar aufgrund des Todes von Admiral von Pohl am Vortag neuer Befehlshaber der Hochseeflotte.
Am 1. Februar gelang es erstmals einem deutschen Zeppelin, ein britisches Handelsschiff im Ärmelkanal aus der Luft zu versenken.
Der Handelskrieg mit U-Booten wurde am 29. Februar wiederaufgenommen, wobei Passagierschiffe ausdrücklich ausgenommen waren. Der Kommandant des U-Bootes UB 29, Herbert Pustkuchen, hielt am 24. März im Ärmelkanal den Passagierdampfer Sussex für einen Minenleger und torpedierte ihn, wobei auch amerikanische Staatsbürger zu Schaden kamen. Eine ultimative Note der amerikanischen Regierung folgte.
Wegen der Einschaltung der Presse zur Unterstützung seiner Forderung nach einem uneingeschränkten U-Boot-Krieg wurde Marineminister Alfred von Tirpitz von der Regierung und dem Kaiser gemaßregelt und trat am 17. März zurück.
Am 22. März versenkte das Q-Schiff Farnborough erstmals ein deutsches U-Boot (U 68) mit Artillerie und Wasserbomben.
Vor Malta sank am 27. April das britische Linienschiff Russell nach zwei Minentreffern. Die Minen waren zuvor von dem deutschen U-Boot U 73 gelegt worden. Beim Untergang des Schiffes kamen insgesamt 124 Besatzungsangehörige ums Leben.
Aufgrund des Sussex-Protestes der USA und aus Angst vor einem US-amerikanischen Kriegseintritt wurde der U-Boot-Handelskrieg gegen die Britischen Inseln am 24. April erneut eingestellt. Im Rahmen eines großangelegten Vorstoßes der Hochseeflotte am gleichen Tag beschossen vier deutsche Schlachtkreuzer am Morgen des 25. April die Häfen Great Yarmouth und Lowestoft.
Am 31. Mai und 1. Juni kam es zur Skagerrakschlacht (engl.: „Battle of Jutland“). Der deutsche Flottenchef Scheer wollte das in Rosyth stationierte englische Schlachtkreuzergeschwader unter David Beatty in einen Hinterhalt locken, bevor das Gros der britischen Flotte aus Scapa Flow unter Admiral John Jellicoe erscheinen konnte. Der Plan war jedoch aufgrund des überlegenen britischen Nachrichtendienstes (Dechiffrierung der Funksignale z. B. im „Room 40“) nicht durchführbar. Die deutsche Flotte kam nach dem unerwarteten Erscheinen der überlegenen Grand Fleet mehrmals in das kritische „Crossing the T“, konnte sich jedoch mit taktischen Geschick – vor allem mit der von den Briten nicht für möglich gehaltenen „Gefechtskehrtwende“ – und mit Glück nicht nur vor der britischen Übermacht in Sicherheit bringen, sondern trotz zahlenmäßiger Unterlegenheit der Royal Navy höhere Verluste beibringen als umgekehrt: An größeren Schiffen verlor die Royal Navy die drei Schlachtkreuzer Queen Mary, Indefatigable und Invincible mit praktisch der gesamten Besatzung sowie die Panzerkreuzer Defence, Warrior und Black Prince. 6097 britische Matrosen fanden den Tod. Die deutsche Hochseeflotte verlor an größeren Schiffen die Lützow (Selbstversenkung, die Besatzung konnte gerettet werden) und das ältere Linienschiff Pommern (keine Überlebenden). 2551 deutsche Matrosen verloren insgesamt das Leben, darunter auch der Schriftsteller Gorch Fock. An der strategischen Lage änderte die – gemessen an der Tonnage der beteiligten Schiffe (ca. 1,8 Mio. Tonnen Verdrängung) – „größte Seeschlacht der Weltgeschichte“ jedoch nichts. Scheer empfahl in seinem Schlussbericht zur Schlacht die Wiederaufnahme des U-Boot-Krieges.
Am 5. Juni lief Kriegsminister Kitchener an Bord des Panzerkreuzers HMS Hampshire zu einer diplomatischen Mission nach Russland aus. Die HMS Hampshire lief kurz nach dem Auslaufen auf eine deutsche Mine, neben Kriegsminister Kitchener verlor auch ein großer Teil des militärischen Stabes und der Besatzung das Leben.
Das deutsche Handels-U-Boot Deutschland lief am 23. Juni von Bremerhaven aus, erreichte am 9. Juli Baltimore (USA) und kehrte am 25. August mit Ladung zurück (erste Atlantiküberfahrt eines U-Bootes).
Österreichische Agenten brachten am 2. Juli (nach anderen Angaben: 2. August) das italienische Schlachtschiff Leonardo da Vinci im Hafen von Tarent mit einem Sprengsatz zum Kentern.
An 9. August ereignete sich die erste Versenkung eines U-Bootes aus der Luft in der Seekriegsgeschichte: Bei einem Angriff auf den Hafen von Venedig trafen österreichisch-ungarische Flugboote mit einer Bombe das dort liegende britische U-Boot B10, welches daraufhin sank. Es gab keine Personalverluste, das U-Boot konnte später wieder gehoben werden. Nur fünf Wochen später, am 15. September, gelang erstmals in der Seekriegsgeschichte und erneut österreichisch-ungarischen Flugzeugen die Versenkung eines U-Bootes auf hoher See, als zwei Lohner-Flugboote der k. u. k-Seefliegerstation Cattaro das französische U-Boot Foucault vor Castellastua durch Bombenwürfe versenkten.
Am 18. und 19. August stieß die Hochseeflotte nach Beendigung der wichtigsten Reparaturen wiederum vor, um die schon seit Mai geplante Beschießung von Sunderland nachzuholen. Wiederum gelang es den Briten, die Funksprüche zu dechiffrieren. Die Grand Fleet lief mit überlegenen Kräften aus, die beiden Flotten näherten sich auf 30 Seemeilen. Admiral Scheer drehte aufgrund einer – wenn auch fehlerhaften – Luftschiffmeldung nach Süden ab. Nur die Westfalen wurde durch ein britisches U-Boot beschädigt. Deutsche U-Boote konnten zwei englische Kreuzer der Town-Klasse versenken, was Admiral Jellicoe zu einer noch vorsichtigeren Kriegsführung bewegte.

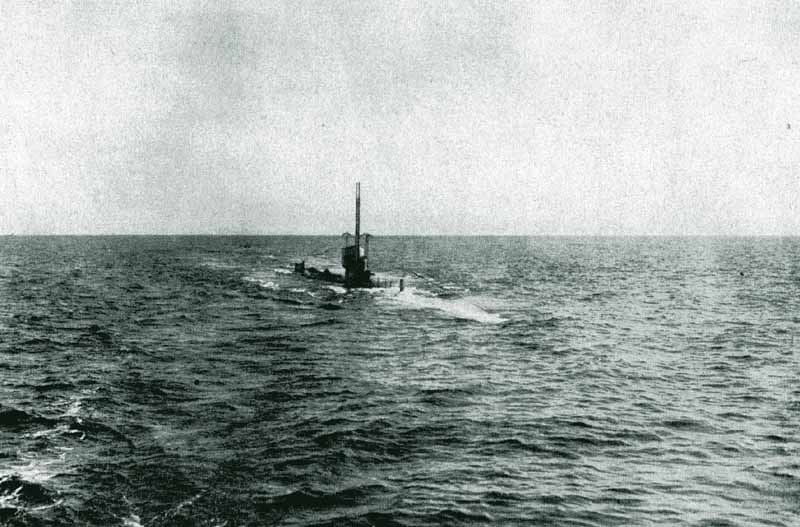
U 35, das vermutlich erfolgreichste Kriegsschiff der Weltgeschichte, operierte überwiegend im Mittelmeer

Am 20. August kehrt das U-Boot U 35 von einer 25-tägigen Feindfahrt zur Adriabasis Cattaro zurück, bei der unter dem Kommando von Lothar von Arnauld de la Perière 54 Handelsschiffe versenkt wurden – die erfolgreichste Feindfahrt eines U-Bootes und vermutlich auch eines Kriegsschiffes überhaupt.
Am 6. Oktober wurde der U-Boot-Handelskrieg seitens der deutschen Flotte von Neuem begonnen (Versenkungen aber nicht ohne Vorwarnung zugelassen), am 8. Oktober versenkte das U-Boot U 53 erstmals auch Schiffe vor der amerikanischen Ostküste.
Am 20. Oktober ging das russische Schlachtschiff Imperatriza Marija im Hafen von Sewastopol nach einem Explosionsunglück verloren, wobei über 200 Besatzungsangehörige ums Leben kamen. Ursache war vermutlich ein Feuer in einer Munitionskammer der Mittelartillerie.
Am 26. und 27. Oktober gelang 23 deutschen Torpedobooten ein erfolgreicher Vorstoß in den Ärmelkanal, ein britischer Zerstörer und 14 Hilfsschiffe konnten versenkt werden.
Im Baltikum versanken am 10. November sieben deutsche Zerstörer in einem Minenfeld.
Im November löste David Beatty den wegen seines vorsichtigen Vorgehens und der Skagerrakschlacht in die Kritik geratenen John Jellicoe als Befehlshaber der Grand Fleet ab, Jellicoe wurde Erster Seelord.
Am 21. November sank die Britannic – Schwesterschiff der Titanic – in der Ägäis nach dem Auflaufen auf eine Mine. Kurz zuvor hatte das deutsche U-Boot U 73 an dieser Stelle, nahe der Insel Kea, mehrere Minen gelegt.
Das deutsche U-Boot U 52 versenkte vor Portugal am 25./26. November das französische Linienschiff Suffren, es gab keine Überlebenden (648 Tote).
Am 27. Dezember gelang dem deutschen U-Boot UB 47 die Torpedierung und Versenkung des französischen Linienschiffes Gaulois östlich der Insel Cerigo. Ein kleineres Begleitschiff konnte die Besatzung fast zur Gänze zu retten (627 Überlebende, vier Todesopfer).
Deutsche U-Boote versenkten trotz Beschränkungen (Versenkung von Handelsschiffen nicht ohne Vorwarnung) im Dezember 167 und im gesamten Jahr 1155 Schiffe.

### 1917

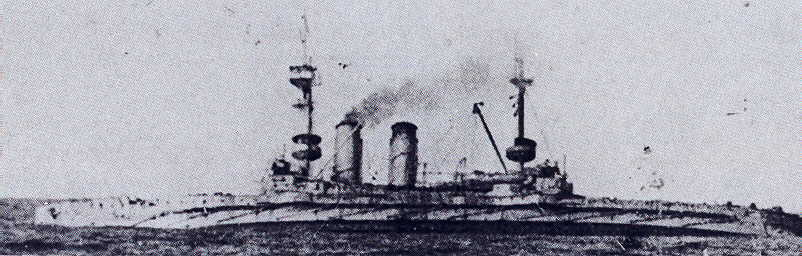
Die sinkende Cornwallis, getroffen durch deutsche Torpedos östlich von Malta

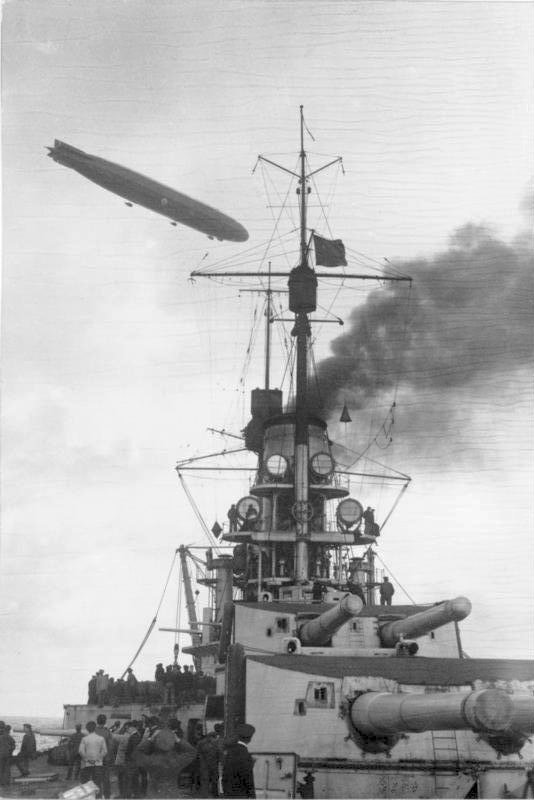
Unternehmen Albion: Deutsches Luftschiff und Linienschiff (evtl. Großer Kurfürst) der Hochseeflotte

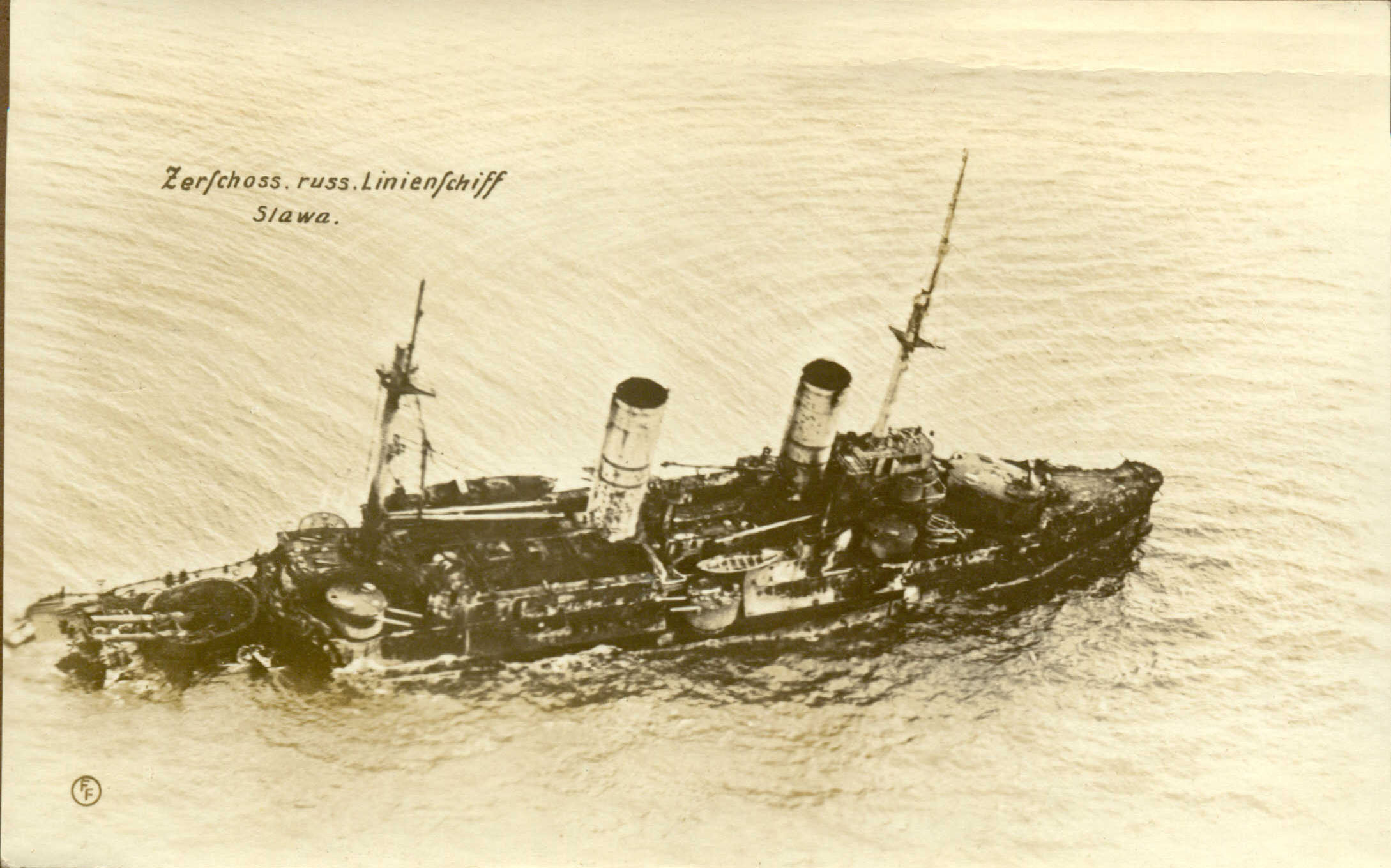
Schlacht im Moon-Sund: Wrack des russischen Linienschiffes Slawa

DDR-Briefmarke von 1967 zu Max Reichpietsch und zum Matrosenaufstand im Juli 1917, interpretiert als revolutionäre Matrosenbewegung

Am 4. Januar 1917 lief das russische Linienschiff Pereswet, das Schiff befand sich auf dem Rückmarsch aus Japan (die Pereswet war 1905 im Kontext des russisch-japanischen Krieges in japanische Hände gefallen, war aber 1916 an den russischen Bündnispartner zurückgegeben worden), nordöstlich von Port Said auf eine Mine des deutschen U-Bootes U 73 und sank. Beim Untergang starben 566 Besatzungsangehörige, 243 Mann überlebten.
Am 9. Januar versenkte U 32 im Mittelmeer das britische Linienschiff Cornwallis.
Am 14. Januar sank der japanische Panzerkreuzer Tsukuba vor Yokosuka nach einer internen Explosion. Das Unglück ist mit hoher Wahrscheinlichkeit auf eine Selbstentzündung des auf Pikrinsäure basierenden Schießpulvers zurückzuführen. Insgesamt starben 305 Besatzungsangehörige.
Die Oberste Heeresleitung drängte den Kaiser aufgrund der schwierigen militärischen Gesamtlage zur Freigabe des unbegrenzten U-Boot-Krieges, am 8. Januar 1917 stimmte der Kaiser zu. Kanzler Theobald von Bethmann Hollweg trug am 9. Januar noch einmal alle Gegenargumente vor, erhob aber im Gegensatz zu den Diskussionen in den Jahren 1915 und 1916 keinen grundsätzlichen Einspruch mehr. Am 9. Januar 1917 beschloss der Kronrat, den uneingeschränkten U-Boot-Krieg am 1. Februar 1917 ohne weitere Verhandlungen und Vorankündigungen zu eröffnen. Dies bedeutete, dass U-Boot-Kommandanten „alle Schiffe unter Einsatz jeder verfügbaren Waffe ohne Vorankündigung“ angreifen konnten. Frühere Berechnungen, dass für eine Blockade Englands 220 U-Boote notwendig seien, wurden in den Wind geschlagen: Es standen Anfang 1917 etwa 110 einsatzbereite U-Boote zur Verfügung. Die Neutralen erhielten zum 31. Januar eine kurze entsprechende Mitteilung, was am 3. Februar umgehend zum Abbruch der diplomatischen Beziehungen durch die USA führte.
Im Februar 1917 und im gesamten ersten Halbjahr 1917 schnellten die Schiffsversenkungen durch deutsche U-Boote auf eine für Großbritannien existenzbedrohende Höhe, der britische Häfen anlaufende und verlassende Schiffsraum sank gegenüber dem ersten Halbjahr 1914 auf die Hälfte.
Am 8. März begann die Februarrevolution in Russland, die auch Meutereien auf russischen Kriegsschiffen beinhaltete.

Am 16. März gelang britischen Seestreitkräften die Versenkung des deutschen Hilfskreuzers Leopard. Das Schiff wurde bei dem Versuch, die britischen Blockadelinien zu durchbrechen, etwa 200 Seemeilen nordöstlich Färöer von dem britischen Panzerkreuzer Achilles und dem Hilfskreuzer Dundee gestellt und versenkt. Es gab keine Überlebenden. Neben den 319 deutschen Seeleuten starben auch sechs britische Seeleute (Besatzungsangehörige der Dundee, die zuvor an Bord der Leopard gegangen waren, um diese zu inspizieren). 

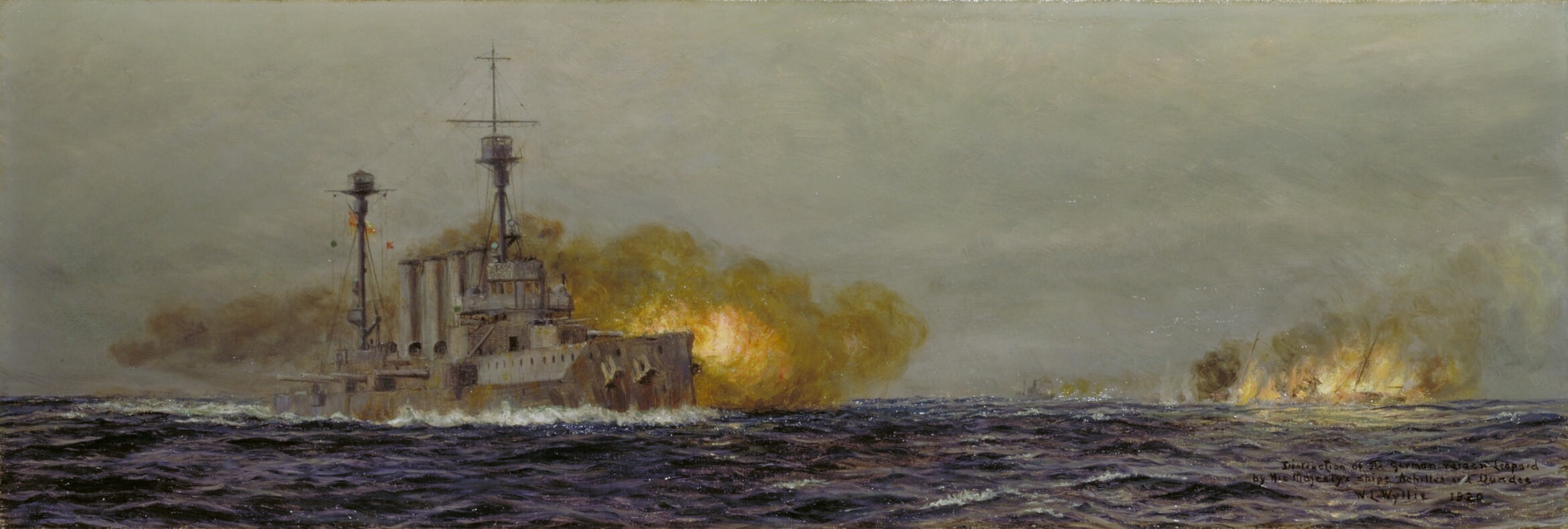
Untergang des deutschen Hilfskreuzers Leopard am 16. März 1917; linkerhand ist der britische Panzerkreuzer Achilles zu sehen.

In der Nacht des 17./18. März gelang acht deutschen Torpedobooten während eines Vorstoßes in den Ärmelkanal beziehungsweise bei Angriffen auf die sogenannte Dover-Sperre die Versenkung des britischen Zerstörers Paragon, ein weiterer britischer Zerstörer wurde durch Torpedotreffer beschädigt; auf deutscher Seite traten keine Verluste ein. Am 18. März versenkten deutsche U-Boote drei amerikanische Schiffe.
Etwa 20 Seemeilen südwestlich von Sardinien versenkte das deutsche U-Boot U 64 am 19. März das französische Linienschiff Danton, welches sich auf dem Weg von Toulon nach Korfu befand. Das Schiff wurde von zwei Torpedos getroffen und sank innerhalb von rund 45 Minuten. Beim Untergang kamen 296 Besatzungsangehörige ums Leben, rund 800 Mann konnten von einem Sicherungszerstörer und anderen Begleitschiffen gerettet werden.
Im April 1917 trafen die ersten acht Zerstörer der Kaiserlich Japanischen Kriegsmarine in Malta ein, um Schiffen der Entente Geleitschutz gegen deutsche und österreichisch-ungarische U-Boote zu geben. Insgesamt kamen 14 Zerstörer und drei Kreuzer im Rahmen des 2. Sondergeschwaders zum Einsatz und fuhren 348 Sicherungsfahrten für insgesamt 788 Schiffe, darunter besonders viele Truppentransporter. Sie meldeten dabei 36 Angriffe auf U-Boote der Mittelmächte. Der Zerstörer „Sakaki“ wurde am 11. Juni 1917 vor Kreta vom k.u.k. U-Boot U 27 torpediert, das Vorschiff brach ab, 59 Japaner fielen; das war der schwerste Verlust der japanischen Marine in Europa.
Die Vereinigten Staaten von Amerika erklärten Deutschland am 6. April den Krieg. Woodrow Wilson hatte in der darauf abzielenden Erklärung vom 2. April vor dem Kongress in erster Linie den unbegrenzten U-Boot-Krieg und die Zimmermann-Depesche als Grund für das Eingreifen Amerikas genannt.
Am 20. und 21. April wehrten britische Zerstörer einen neuerlichen deutschen Zerstörerangriff im Ärmelkanal ab, seitdem gab es bis 1918 keine deutschen Überwasserangriffe im Kanal mehr.
Nach langen Erörterungen führen die Alliierten ab 10. Mai schrittweise das Konvoisystem ein, die Verluste durch U-Boote sanken umgehend.
Den Briten gelang es auch in der Dritten Flandernschlacht (21. Mai bis 6. November) nicht, die deutschen U-Boot-Stützpunkte in Flandern einzunehmen oder auszuschalten, ein erster Angriffsversuch der Seestreitkräfte am 7. und 8. sowie am 12. Mai gegen Zeebrügge misslang ebenso.
Der erste Versuch der österreichischen Kriegsmarine, die Seesperre an der Straße von Otranto zu durchbrechen, erfolgte am 14./15. Mai 1917. Drei Rapidkreuzer (Novara, Helgoland und Saida) versenkten sechs Netztrawler, auf dem Rückweg wurde die Novarra im Gefecht mit britischen und italienischen Kreuzern (u. a. Bristol) schwer beschädigt.
Am 27. Juni ging der französische Panzerkreuzer Kléber, auf dem Weg von Dakar nach Brest, vor dem Hafen von Brest durch einen Minentreffer verloren. Die Minensperre war von dem deutschen U-Boot UC 61 gelegt worden. Insgesamt 42 Besatzungsangehörige kamen ums Leben.
Am 9. Juli sank das in Scapa Flow liegende britische Schlachtschiff Vanguard infolge einer internen Explosion. Vermutlich wurde die Katastrophe, die insgesamt 843 Seeleute das Leben kostete, durch einen Brand in einem Kohlebunker (der eine Folgeexplosion von Kordit in einem angrenzenden Munitionsmagazin auslöste) oder durch eine Selbstentzündung von Kordit, das durch chemische Zerfallsprozesse instabil geworden war, ausgelöst.

Auf drei Schiffen der Hochseeflotte (u. a. Prinzregent Luitpold und Friedrich der Große) kam es im Juli zu Fällen von Befehlsverweigerungen und unerlaubten Entfernungen vom Dienst. Die Besatzungen berieten über die Durchführung einer Friedensdemonstration zusammen mit Werftarbeitern. Beteiligt waren u. a. Max Reichpietsch, Albin Köbis, Hans Beckers, Willy Sachse und Wilhelm Weber. Von den daraufhin verhängten Todesurteilen wurden jene gegen Reichpietsch und Köbis vollstreckt. 

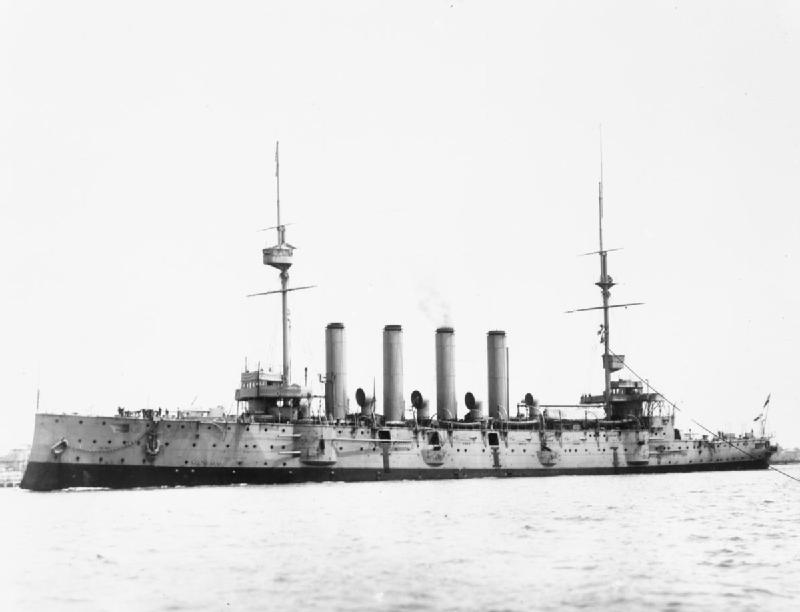
Der am 26. Juli 1917 von einem deutschen U-Boot versenkte britische Panzerkreuzer Ariadne (es handelt sich hierbei um eine Vorkriegsaufnahme, die vor dem Umbau des Schiffes zu einem Minenleger entstand).

Im Ärmelkanal, vor Beachy Head, gelang am 26. Juli dem deutschen U-Boot UC 65 unter Otto Steinbrinck die Torpedierung und Versenkung des zu einem Minenlegeschiff umgebauten britischen Panzerkreuzers Ariadne. Insgesamt 34 Besatzungsangehörige des Kreuzers kamen dabei ums Leben.
2. August: Vor der Insel Mopelia (Gesellschaftsinseln) strandete der deutsche Hilfskreuzer Seeadler, womit dessen Feindfahrt endete. Die Seeadler war eines der letzten Segelschiffe im Kriegseinsatz gewesen.
Am 2. Oktober gelang dem deutschen U-Boot U 79 vor der nordirischen Küste, nahe Rathlin Island, die Torpedierung und Versenkung des britischen Panzerkreuzers Drake. Da das Schiff glücklicherweise nur langsam sank, konnte sich beinahe die gesamte Besatzung von rund 900 Mann retten; 18 Seeleute ertranken allerdings in den Maschinenräumen.
Am 12. Oktober begann das erfolgreiche kombinierte amphibische Unternehmen Albion, das zur Besetzung der baltischen Inseln Saaremaa (Ösel), Hiiumaa (Dagö) und Muhu (Moon) und zur Schlacht im Moon-Sund am 17. Oktober führte. Die Baltische Flotte musste den Rigaer Meerbusen den deutschen Verbänden überlassen und wurde in ihrem Aktionsradius stark beschränkt.
Während eines Vorstoßes in die nördlichen Ausläufer der Nordsee gelang es am 17. Oktober zwei deutschen Kreuzern im Seegefecht bei den Shetland-Inseln einen alliierten Konvoi zu überraschen und aufzureiben. Den Deutschen gelang es dabei, die beiden sichernden britischen Zerstörer Strongbow und Mary Rose sowie neun Frachtschiffe zu versenken; lediglich drei Frachter konnten entkommen.
Da deutsche U-Boote brasilianische Handelsschiffe versenkt hatten, erklärte Brasilien am 26. Oktober Deutschland den Krieg.
Ein britischer Vorstoß in der Nähe von Helgoland am 17. November brachte keine Ergebnisse, da beide Seiten das Gefecht letztlich abbrachen, ohne eine Entscheidung zu suchen. Sowohl auf britischer als auch auf deutscher Seite entstanden nur geringfügige Verluste.
In der Nacht des 9./10. Dezember drangen zwei italienische MAS-Schnellboote auf die Reede von Triest vor und torpedierten dort das österreichisch-ungarische Linienschiff Wien, welches daraufhin sank. Beim Untergang des Schiffes kamen insgesamt 46 Seeleute ums Leben.
Am 12. Dezember griffen vier deutsche Zerstörer westsüdwestlich von Bergen einen kleineren britischen Geleitzug an. Die deutschen Schiffe versenkten dabei den sichernden britischen Zerstörer Partridge und alle sechs Frachtschiffe. Ein zweiter britischer Zerstörer (Pellew) konnte beschädigt entkommen. Auf deutscher Seite entstanden keine Verluste.
Am 14. Dezember versenkte das deutsche U-Boot UC 38 im Golf von Patras den französischen Panzerkreuzer Châteaurenault durch zwei Torpedotreffer. Die beiden französischen Sicherungszerstörer des Kreuzers konnten im Gegenzug und unmittelbar nach dem Untergang das deutsche U-Boot versenken.
Am 23. Dezember geriet auf der Höhe des Rhein-Maas-Deltas die Sicherung eines britischen Geleitzuges in ein deutsches Minenfeld. Die drei Zerstörer Torrent, Surprise und Tornado sanken nachfolgend nach Minentreffern. Beim Untergang der drei Schiffe kamen insgesamt 252 Seeleute ums Leben.

### 1918

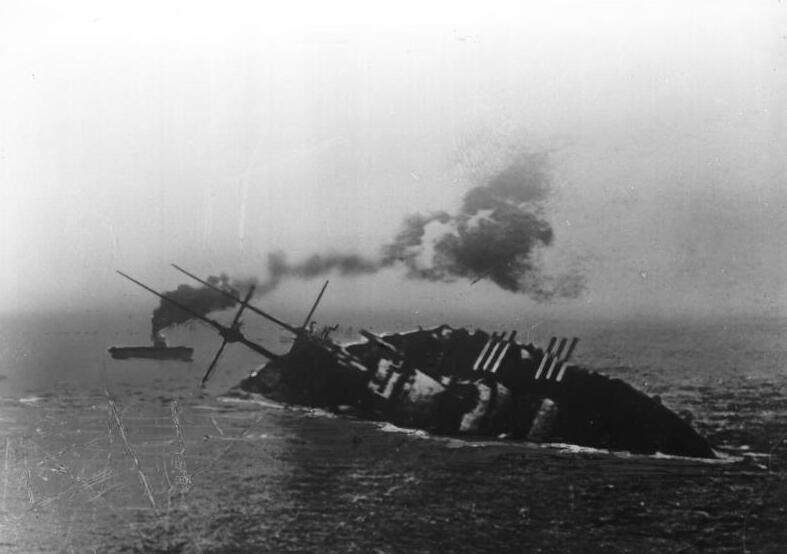
Eines der modernsten und größten Schiffe der österreichischen Kriegsmarine, die Szent István, sinkt nach einem Torpedoangriff eines italienischen MAS

Vom 1. bis zum 3. Februar kam es im österreichischen Stützpunkt Kotor unter dem Eindruck der Oktoberrevolution in Russland sowie des Jännerstreiks in Wien und weiterer spontaner Streiks zum Matrosenaufstand von Kotor. Am 1. Februar 1918 hisste das Flaggschiff Sankt Georg die rote Fahne, gut 40 Schiffe mit 6000 Mann Besatzung schlossen sich zunächst an. Da keine Unterstützung und Resonanz von außen kam, brach der Aufstand am 3. Februar zusammen.
Im Rahmen der Finnland-Intervention stellte die Hochseeflotte einen Sonderverband ab, die Åland-Inseln wurden am 5. März, der russische Stützpunkt Hangö am 3. April besetzt. Am 5. April vereinbarten der deutsche Verbandschef Konteradmiral Hugo Meurer und eine russische Kommission ein Abkommen bezüglich des Verhaltens der Baltischen Flotte im Rahmen des Friedensvertrags von Brest-Litowsk (3. März), das deren Verlegung von Helsingfors (Helsinki) nach Kronstadt beinhaltete, was den sogenannten „Eismarsch der Baltischen Flotte“ zur Folge hatte: Ab 6. April wurden ca. 170 russische Schiffe zurückgeführt, so dass Räterussland praktisch die gesamte baltische Flotte erhalten blieb.
Am 23. April erfolgte der letzte Vorstoß der Hochseeflotte in die nördliche Nordsee, wo ein britischer Konvoi angegriffen werden sollte. Da die Flotte gänzlich auf die Verwendung von Funkgeräten verzichtete, stieß die Hochseeflotte bis auf die Höhe von Bergen vor, ohne dass die Briten reagierten. Als die Funkstille wegen einer Maschinenhavarie des Schlachtkreuzers Moltke am Folgetag gebrochen wurde, lief die Royal Navy mit überlegenen Kräften umgehend aus, konnte aber die Hochseeflotte nicht stellen, obwohl die Moltke in Schlepp genommen werden musste.
Die Olympic (Schwesterschiff der Titanic) versenkte am 7. Mai das U-Boot U 103 mit ihrer Backbord-Schiffsschraube.

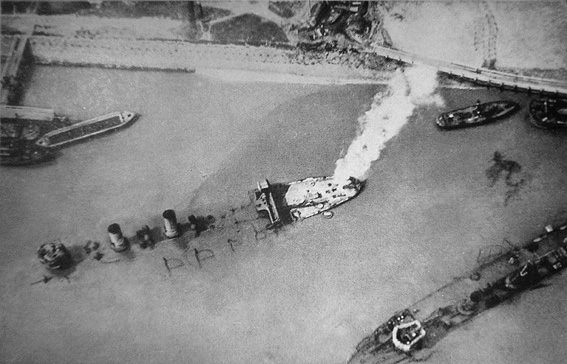
Überfall auf Zeebrügge und Ostende: Wracks der versenkten Blockschiffe in der Hafeneinfahrt von Zeebrügge, es blieb jedoch eine ausreichend breite Fahrrinne für die deutschen U-Boote frei.

Im „Überfall auf Zeebrügge und Ostende“ versuchte die Royal Navy erfolglos am 11. und 23/24. April sowie am 9./10. Mai, die im besetzten Belgien liegenden U-Boot-Häfen Zeebrügge und Ostende zu blockieren, um das Auslaufen der U-Boote zu verhindern.
Der zweite und letzte Versuch der österreichischen Kriegsmarine, die Seesperre an der Straße von Otranto zu durchbrechen, startete am 9. Juni 1918 von Pula aus. Am frühen Morgen des 10. Juni versenkte jedoch das italienische Schnellboot MAS 15 das im Verband fahrende Schlachtschiff Szent István vor der Insel Premuda durch zwei Torpedotreffer, der Angriff wurde daraufhin abgebrochen.
Am 16. Juni versenkte der russische Zerstörer Kertsch im Auftrag der bolschewistischen Führung durch Torpedoschüsse vor Noworossijsk das russische Schlachtschiff Imperatriza Jekaterina Welikaja, damit das Schiff nicht entsprechend der Waffenstillstandsvereinbarungen an die Deutschen übergeben werden muss. Im Anschluss beziehungsweise am 18. und 19. Juni versenkten sich in und vor dem Hafen von Noworossijsk weitere Einheiten der vormaligen russischen Schwarzmeerflotte selbst, darunter zehn Zerstörer und acht kleinere Patrouillenboote, um sich einer Erbeutung durch die Deutschen zu entziehen.
Am 27. Juni torpedierte das U-Boot U 86 das Lazarettschiff Llandovery Castle, zudem wurden die Schiffbrüchigen und Rettungsboote beschossen, um die Versenkung des Lazarettschiffes zu vertuschen; dennoch überlebten 24 von 258 Besatzungsmitgliedern.
Am 12. Juli ereignete sich an Bord des japanischen Schlachtschiffes Kawachi, während das Schiff in der Tokuyama-Bucht vor Anker lag, eine schwere Munitionsexplosion. Das Schiff sank mit über 600 Menschen an Bord. Da auch dieser Verlust mit großer Wahrscheinlichkeit auf eine Selbstentzündung des auf Pikrinsäure basierenden Schießpulvers zurückzuführen war (siehe Untergang der Tsukuba), ordnete die japanische Marineführung nachfolgend die Vernichtung von größeren Mengen des betreffenden Pulvers an.
Am 18. Juli unternahm der deutsche Unterseekreuzer U 156 den Angriff auf Orleans, der einzige Angriff der Mittelmächte auf US-amerikanisches Festland im Ersten Weltkrieg.
Vor Fire Island (US-Bundesstaat New York) sank am 19. Juli der amerikanische Panzerkreuzer San Diego nach einem Minentreffer, sechs Seeleute fanden dabei den Tod. Die Mine war sehr wahrscheinlich von dem deutschen U-Boot U 156 gelegt worden. Die San Diego war der einzige durch Feindeinwirkung verursachte, größere Schiffsverlust, den die United States Navy im Ersten Weltkrieg erlitt.
Am 1. August wurde Scheer zum Chef des Admiralstabes, Vizeadmiral Franz von Hipper zum Admiral und Chef der Hochseeflotte ernannt, am 28. August entstand eine deutsche Seekriegsleitung im Großen Hauptquartier (zuvor gab es keine einheitliche Seekriegsleitung).
Am 7. August versenkte das deutsche U-Boot U 62 durch einen Torpedotreffer den französischen Panzerkreuzer Dupetit-Thouars etwa 400 Seemeilen westlich von Brest. Da das Schiff glücklicherweise nur langsam sank, konnte die Besatzung fast zur Gänze von herbeieilenden amerikanischen Zerstörern gerettet werden; 13 Seeleute gingen mit dem Schiff unter.
Am 29. September informierte die Oberste Heeresleitung den Kaiser und die Regierung über die aussichtslose militärische Lage des Heeres, Erich Ludendorff forderte ultimativ die Aufnahme von Waffenstillstandsverhandlungen. Am 4./5. Oktober ersuchte Reichskanzler Max von Baden die Alliierten um einen Waffenstillstand. Admiral Scheer erklärte intern, die Marine habe einen Waffenstillstand nicht nötig. Während der Verhandlungen versenkte das U-Boot UB 123 das britische Passagierschiff Leinster (10. Oktober), was sich unmittelbar in den amerikanischen Noten vom 14. und vom 23. Oktober niederschlug. Der amerikanische Präsident Woodrow Wilson forderte am 14. Oktober die Einstellung des U-Boot-Krieges zum 20. Oktober, die dritte Note Wilsons vom 23. Oktober enthielt u. a. die Internierung der Hochseeflotte.
Ende Oktober verließen die noch fahrbereiten U-Boote der deutschen Mittelmeer-Flottillen ihre Häfen in der Adria und traten die Heimreise nach Deutschland an. Einen Monat später trafen elf dieser Boote im Verband in Kiel ein. Westlich von Gibraltar versenkte das U-Boot SM UB 50 am 9. November die Britannia. Sie war das letzte Linienschiff der Entente, das im Ersten Weltkrieg verloren ging.

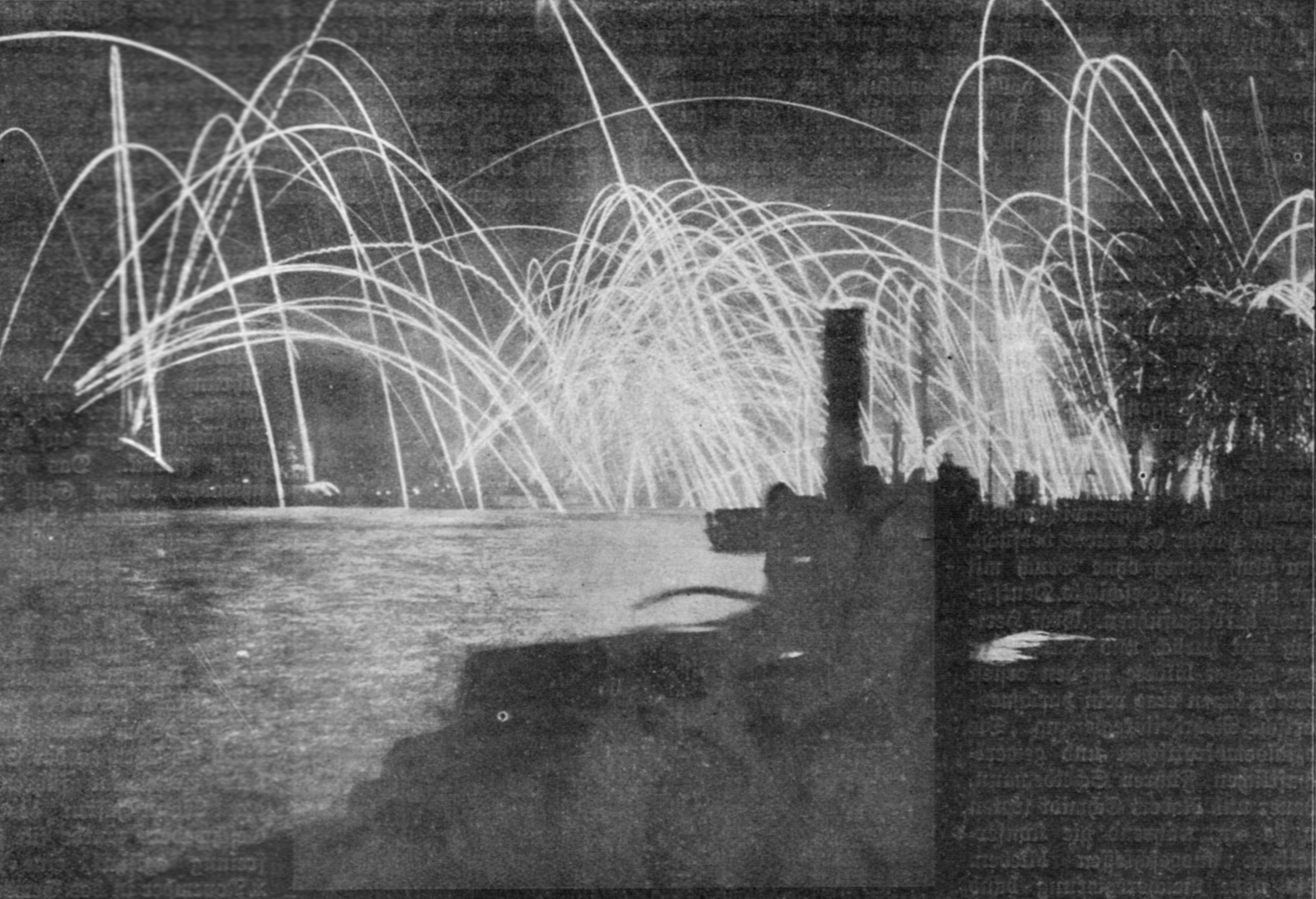
Feuerwerk der Hochseeflotte in Wilhelmshaven zur Ausrufung der Republik am 9. November 1918

Im Gegensatz zu den Truppen an der Westfront war die Hochseeflotte materiell praktisch intakt, zudem lag trotz der Oktoberreformen die Befehlsgewalt noch beim Kaiser. So kam es – mit umstrittener Zielsetzung – zum Flottenbefehl vom 24. Oktober 1918: Die Hochseeflotte sollte im Southern Bight gegen die flandrische Küste und die Themsemündung vorstoßen, um gegen die auf dem Anmarschweg von Schottland durch U-Boote geschwächte Grand Fleet die Entscheidungsschlacht zu suchen. Die Äußerungen von Scheer und Adolf von Trotha lassen jedoch wenig Zweifel daran, dass es in erster Linie um die „Ehre“ der Kaiserlichen Marine ging. Die Reichsregierung wurde von dem Plan bewusst nicht unterrichtet, der „Rebellion der Admiräle“ folgte jedoch, „binnenlogisch konsequent“, die „Revolution der Matrosen“: In der Nacht vom 29. zum 30. Oktober kam es zu ersten Befehlsverweigerungen einiger Schiffsbesatzungen, woraufhin die Marineleitung ihren Plan der Entscheidungsschlacht fallenließ. Dennoch entwickelte sich aus der Meuterei der Kieler Matrosenaufstand, der die Novemberrevolution initiierte.
Schon zuvor hatte die Auflösung von Österreich-Ungarn begonnen. Am 30. Oktober konstituierte sich als Reaktion auf den Abfall aller nichtdeutschen Gebiete der Staat Deutschösterreich. Die k.u.k. Flotte wurde zunächst auf Befehl von Kaiser Karl Ende Oktober an den neu gegründeten SHS-Staat (Jugoslawien) übergeben, der über die einst österreichisch-ungarischen Häfen verfügte – man hoffte, der SHS-Staat würde in die Donau-Monarchie eingehen. Die Viribus Unitis wurde am 1. November 1918, einen Tag nach der Übergabe an jugoslawische Marineoffiziere, im Hafen von Pula von zwei italienischen Marinetauchern mit einer Haftladung versenkt.
Entsprechend den Waffenstillstandsbedingungen passierten am 12. November mehrere alliierte Schiffe die Dardanellen und gingen in Konstantinopel vor Anker.

## Waffenstillstand und Versailler Vertrag
Im Rahmen des Waffenstillstandes vom 11. November kam es zur Internierung der deutschen Hochseeflotte in Scapa Flow. Am 21. November wies Admiral David Beatty die Hochseeflotte an, dass die deutsche Fahne „bei Sonnenuntergang eingeholt und nie wieder ohne Erlaubnis gehisst“ werde. Nicht ohne Grund erfolgte die Übergabe des Vertragsentwurfes zum Versailler Vertrag am 7. Mai 1919, dem fünften Jahrestag der Versenkung der Lusitania. Der Versailler Vertrag sah die Auslieferung aller 74 in Scapa Flow internierten deutschen Kriegsschiffe der Kaiserlichen Hochseeflotte vor. Kurz vor der Unterzeichnung des Vertrages erfolgte die Selbstversenkung der meisten Schiffe auf Initiative von Konteradmiral Ludwig von Reuter, was zu harten Konsequenzen wie der Auslieferung anderer Kriegsschiffe und des größten Teils der noch bestehenden deutschen Handelsflotte führte. Auch die österreichische Kriegsmarine musste – einschließlich der zunächst dem SHS-Staat übergebenen Schiffe – den Alliierten ausgeliefert werden. Zumeist wurden die deutschen und österreichischen Schiffe abgewrackt oder als Zielschiffe verwendet. Die Goeben blieb als Yavuz Sultan Selim türkisches Kriegsschiff und wurde erst 1973 endgültig ausgemustert. Eines der wenigen Deutschland belassenen Kriegsschiffe war das schon seinerzeit veraltete deutsche Linienschiff Schleswig-Holstein, dessen Schüsse auf die Westerplatte am 1. September 1939 als militärischer Beginn des Zweiten Weltkrieges gilt.

## Verluste
Die alliierten Handelsmarinen verloren durch deutsche Hilfskreuzer ca. 110 Schiffe mit 427.476 BRT (beschädigt 34.587 BRT), durch Kreuzer 43 Schiffe mit 190.000 BRT, durch U-Boote (und die von ihnen gelegten Minen) nach deutschen Berechnungen 5874 Schiffe mit 12.284.757 BRT, nach Berechnungen der britischen Admiralität 5334 Schiffe mit 12.179.906 BRT. Die deutsche Handelsmarine verlor (versenkt, genommen oder in alliierten Häfen zurückgehalten) 351 Schiffe mit 866.533 BRT, die österreichische 32 Schiffe mit 111.619 BRT (bis zum 31. Januar 1915).
Die Verluste der Kriegsmarinen zeigt folgende Tabelle:
|                                         | Deutschland | Öst.-Ungarn | Türkei | GB      | Frankreich | Italien | Japan  | Russland | USA    | Sonstige |
| --------------------------------------- | ----------- | ----------- | ------ | ------- | ---------- | ------- | ------ | -------- | ------ | -------- |
| Schlachtschiffe                         | 0           | 2           | 0      | 2       | 0          | 1       | 1      | 2        | 0      | 0        |
| Schlachtkreuzer                         | 1           | 0           | 0      | 3       | 0          | 0       | 0      | 2        | 0      | 0        |
| Linienschiffe                           | 2           | 1           | 2      | 11      | 4          | 2       | 0      | 2        | 0      | 0        |
| Panzerkreuzer                           | 6           | 0           | 0      | 13      | 5          | 2       | 3      | 0        | 2      | 0        |
| Geschützte Kreuzer                      | 18          | 4           | 1      | 12      | 0          | 1       | 2      | 1        | 1      | 2        |
| U-Boote                                 | 199         | 9           | 0      | 55      | 15         | 10      | 0      | 28       | 3      | 3        |
| Sonstige Kriegsschiffe                  | 239         | 12          | 36     | 257     | 51         | 46      | 7      | 197      | 15     | 24       |
| Hilfsfahrzeuge                          | 319         | 13          | 57     | 765     | 90         | 16      | 0      | 110      | 42     | 9        |
| Insgesamt                               | 784         | 41          | 96     | 1188    | 165        | 78      | 13     | 232      | 63     | 38       |
| Verdrängung in ts (ohne Hilfsfahrzeuge) | 362.000     | 58.000      | 31.000 | 652.000 | 172.000    | 92.000  | 48.000 | 127.000  | 41.000 | ?        |
| Gefallene                               | 34.836      | ?           | ?      | 34.654  | 11.500     | ?       | ?      | ?        | ?      | ?        |

(deutsche Gefallene einschl. Marinesoldaten in Flandern.)

## Nachwirkungen
Die Weimarer Nationalversammlung benannte am 16. April 1919 – noch vor der Selbstversenkung der Hochseeflotte am 21. Juni 1919 – die deutsche Marine in Vorläufige Reichsmarine um. Der Versailler Vertrag begrenzte die Stärke der deutschen Marine auf sechs Linienschiffe (plus zwei in Reserve), sechs Kreuzer (plus zwei in Reserve), zwölf Zerstörer (plus vier in Reserve), zwölf Torpedoboote (plus vier in Reserve), 38 Minensuchboote und weitere kleinere Schiffe. U-Boote und Neubauten waren nicht erlaubt. Bei den der Reichsmarine belassenen größeren Schiffen handelte es sich durchweg um veraltete Typen. 
Im Rahmen der Leipziger Prozesse wurde einigen U-Boot-Offizieren der Prozess gemacht, unter anderem dem Kommandanten Helmut Patzig wegen der Versenkung des Lazarettschiffes Llandowery Castle. Am 20. März 1931 wurde das Strafverfahren gegen Patzig in nichtöffentlicher Sitzung eingestellt.
Das Wettrüsten zur See nach 1918 führte zu vier internationalen Flottenkonferenzen. Die Washingtoner Flottenkonferenz von 1922 beendete auch de jure die britische Vorherrschaft zur See. Das System von Washington brach in den 1930er Jahren zusammen. Das deutsch-britische Flottenabkommen von 1935 ersetzte die einschlägigen Bestimmungen des Versailler Vertrages und erlaubte den Ausbau der Kriegsmarine.